# 新・オスマン帝国外伝〜影の女帝キョセム〜
『新・オスマン帝国外伝〜影の女帝キョセム〜』（しんおすまんていこくがいでん　かげのじょていきょせむ）は、『オスマン帝国外伝〜愛と欲望のハレム〜』の続編（スピンオフ）として、トルコで2015年から2017年まで2シーズン放送されたテレビドラマ。
原題は「Muhteşem Yüzyıl: Kösem」で、「壮麗なる世紀：キョセム」。オスマン帝国史上最も権力を持った女性の世として、17世紀のオスマン帝国が描かれた。
日本ではチャンネル銀河によって、2021年8月3日から2022年3月25日まで2シーズン全168回（各シーズン84話）放送された。

## 概要
ヒュッレムの子で第11代皇帝セリム2世の子ムラト3世の孫の代の治世時。
父メフメト3世の急死により13歳で皇帝となった第14代アフメト1世に妃として迎えられたギリシャ出身のキョセム・スルタン（アナスタシア）が第15代および第16代皇帝を排斥しつつ、自らの皇子2人を第17代ムラト4世と第18代イブラヒム1世としてそれぞれ帝位につけ、主に第13代皇帝の妃サフィエや第18代イブラヒム1世の妃トゥルハンと争いながら権力を持つ母后となり、さらに孫の第19代メフメト4世の代にも実権を握り、オスマン帝国が最大版図を誇った17世紀の時代を生きた歴史ドラマ。
なお舞台セットや使用楽曲は『オスマン帝国外伝〜愛と欲望のハレム〜』と一部共通となっている。 

## あらすじ
【シーズン1】
◉皇帝アフメト時代（第1話〜第67話）
ケファロニアから奴隷として連れられたアナスタシアは、13歳の若さで即位したオスマン帝国皇帝アフメトに側女として献上される。アナスタシアは最初は故郷を恋しがり、宮殿の脱走を試みるが、次第に皇帝アフメトとの愛に目覚め、寵愛を受ける。太皇太后サフィエとの対立や帝国を揺るがす様々な陰謀に、アフメトとの愛を理由に勇敢に立ち向かう姿から「先導者」を意味する”キョセム”の名を授かったアナスタシアは、4男4女をもうけ宮殿内での権力を確立させていく。
◉皇帝ムスタファ時代〜皇帝ムラト即位まで（第68話〜第84話）
皇帝アフメトが崩御し、アフメトの弟であるムスタファが即位する。だがムスタファは、皇子時代の心の傷により、幻覚や奇行が目立ち「うつけの皇帝」と揶揄されていた。新たに母后となったハリメは、娘であるディルルバと協力し、キョセムや子供たちに残酷な仕打ちを仕掛ける。さらに、太皇太后サフィエの息子と判明したイスケンデルも玉座の権利を主張し始め、玉座争いに参戦する。キョセムは、子供たちを処刑の手から守るため玉座争いに立ち向かう。
【シーズン2】
◉皇帝ムラト時代（第1話〜第75話）
血塗れの玉座争いの結果幼いムラトを皇帝に即位させた母后キョセム。治世前半は摂政として国政を取り仕切っていた。時は流れ青年になったムラトは次第にキョセムに反発し、権力奪還を目指していく。そんなムラトに異教イエズス会の陰謀や、故アフメト皇帝の妃ギュルバハルをはじめとする玉座をめぐる後継者争いが降りかかる。
◉皇帝イブラヒム時代〜皇帝メフメト時代（第75話〜第84話）
ムラトの処刑の手からイブラヒムを守ったキョセムは、ムラト崩御後イブラヒムを即位させる。月日は流れ、イブラヒムには皇帝妃トゥルハンをはじめとする妃や皇子・皇女がいた。皇子時代に心に深い傷を負った皇帝イブラヒムは、即位後も奇行や愚策が目立ち、キョセムをはじめ法官や兵士たちから不満の声が上がっていた。皇帝妃トゥルハンもイブラヒムとの関係は悪く、イブラヒムを廃位させ息子メフメトを玉座につけようと画策する。母后キョセムは息子であるイブラヒムとの親子関係か、帝国の未来を懸けてイブラヒムを処刑するかの選択に深く苦しんでしまう。

## シリーズの全容
| シリーズ  | トルコ放送版 | 日本放送版 | 時代背景                         |
| --------- | ------------ | ---------- | -------------------------------- |
| シーズン1 | 全30話       | 全84話     | アフメト皇帝即位〜ムラト皇帝即位 |
| シーズン2 | 全30話       | 全84話     | ムラト皇帝時代〜メフメト皇帝時代 |

前作同様、本作のオリジナル版が日本で放送される連続ドラマとしては尺が長過ぎるため、各シーズン（全60回）の各回分割して日本語字幕を付したバージョン（全168話）が制作された。

## 日本での放送・配信
【チャンネル銀河】※日本初放送
シーズン1：2021年8月3日(火)〜
シーズン2：2021年11月29日(月)〜

【BS日テレ】

シーズン1：2023年4月20日(木)〜

【hulu】
シーズン1：2022年8月2日〜 
シーズン2：2022年12月1日〜 

## キャスト
```
「出演」欄の数字は、シーズンを示す。
```

| 役名                                         | 役者名                                        | 出演 | 役の説明 |
| -------------------------------------------- | --------------------------------------------- | ---- | --- |
| キョセム・スルタン/アナスタシア/マフペイケル | アナスタシア・ツィリピウ（ 第1話〜第16話）    | 1    | ケファロニアから奴隷として後宮へ連れて来られる。アフメトの寵愛を受け、４男4女をもうける。アフメト皇帝崩御後は、玉座争いに立ち向かう。                                                               |
| キョセム・スルタン/アナスタシア/マフペイケル | ベレン・サート（第17話〜第84話）              | 1    | ケファロニアから奴隷として後宮へ連れて来られる。アフメトの寵愛を受け、４男4女をもうける。アフメト皇帝崩御後は、玉座争いに立ち向かう。                                                               |
| キョセム・スルタン/アナスタシア/マフペイケル | ヌルギュル・イェシルチャイ                    | 2    | ムラト皇帝、イブラヒム皇帝時代の母后、メフメト皇帝時代の大母后(太皇太后)。母后・摂政として絶大な権力を握るが、のちにムラトやイブラヒムと意見の対立が頻発し親子関係に亀裂が生じてしまう。            |
| アフメト1世                                  | エキン・コチ                                  | １   | 父の崩御により13歳で第14代皇帝として即位。“兄弟殺し”の慣行に反し、異母弟ムスタファを処刑しないことを決める。ケファロニアから来た側女アナスタシアを寵愛する。                                        |
| サフィエ                                     | ヒュリヤ・アヴシャル                          | 1    | アフメト皇帝時代の太皇太后。12代皇帝ムラト3世の妃、先帝メフメト3世の母。長くにわたって宮廷で権勢をふるう。アフメト皇帝即位後も権力をめぐりハンダン・ハリメ・キョセムらと対立する。                  |
| ハンダン                                     | テュリン・オゼン                              | 1    | アフメト皇帝の母后、弟皇子ムスタファの処刑と太皇太后サフィエの追放を願う。 |
| ハリメ                                       | アスルハン・ギュルビュズ                      | 1    | 先帝の妃→ムスタファ皇帝時代の母后。アフメト皇帝の弟ムスタファの母、息子の処刑に怯えながらもムスタファ即位を目論む                                                                                   |
| イスケンデル/アレクサンダー                  | ベルク・ジャンカト                            | 1    | 歩兵常備軍新兵→小姓頭。のちに太皇太后サフィエの息子であることがわかりアフメト皇帝崩御後の玉座争いに巻き込まれる。                                                                                   |
| ヒュマーシャー                               | Vildan Atasever                               | 1    | 46話から登場。オスマン帝国皇女。サフィエの娘でアフメトの叔母。サフィエと協力してキョセムの排除を試みる。                                                                                            |
| ファーリエ                                   | ギュルカン・アルスラーン                      | 1    | オスマン帝国皇女。サフィエの娘、アフメトの叔母。メフメト・ギライと恋仲が原因で陰謀に巻き込まれる。                                                                                                  |
| ディルルバ                                   | Melisa Ilayda Ozcanik                         | 1    | オスマン帝国皇女。ハリメの娘、ムスタファの姉。アフメト皇帝崩御後は母ハリメと協力しムスタファ即位を目論む。                                                                                          |
| ディルルバ                                   | オイク・カライェル(第56話～)                  | 1    | オスマン帝国皇女。ハリメの娘、ムスタファの姉。アフメト皇帝崩御後は母ハリメと協力しムスタファ即位を目論む。                                                                                          |
| ムスタファ                                   | Alihan Türkdemir                              | 1    | オスマン帝国皇子。アフメトの異母弟。兄弟殺しに怯える日々を送り心を病んでいく。アフメト皇帝崩御後は皇帝へ即位する。                                                                                  |
| ムスタファ                                   | ボラン・クズム(第55話～)                      | 1    | オスマン帝国皇子。アフメトの異母弟。兄弟殺しに怯える日々を送り心を病んでいく。アフメト皇帝崩御後は皇帝へ即位する。                                                                                  |
| ムスタファ                                   | Alihan Türkdemir                              | 2    | 前皇帝、ムラト皇帝の叔父。宮廷内に幽閉される日々を送るが、ムラトやキョセムに思いがけない助言をする。                                                                                                |
| オスマン                                     | Taner Ölmez(第55話～)                         | 1-   | アフメトとマフフィルーゼの子で第一皇子。叔父ムスタファの廃位後に即位。 |
| メフメト                                     | Burak Dakak(第55話～）                        | 1    | アフメトとキョセムの第一子の皇子。オスマンと不仲でである（シーズン1終盤では） 疑心暗鬼となった皇帝オスマンに処刑される。キョセムの子供が初めて犠牲になった皇子である。                              |
| ムラト                                       | Çağan Efe Ak(第55話～)                        | 1    | アフメトとキョセムの皇子。メフメト皇子処刑後は兄として弟たちを守る姿が描かれる。 |
| ムラト                                       | Metin Akdülger                                | 2    | 17代皇帝。若くして即位したためキョセムから権力奪還を目指し対立する。短気で残虐な性格で、晩年は帝国をキョセムに支配されないように残酷な命令を下す。                                                  |
| アイシェ                                     | Sude Zulal Güler                              | 1    | アフメトとキョセムの皇女 |
| ファトマ                                     | Balim Gayebayrak                              | 1    | アフメトとキョセムの皇女 |
| ゲヴヘルハン                                 | Çağla Naz Karg                                | 1    | キョセムの皇女、ムラトの姉。大宰相トパルの妻。未亡人になり太刀持ちムスタファと惹かれ合うが、自分の不幸に絶望する日々を送る。（シーズン2）                                                           |
| ゲヴヘルハン                                 | Aslı Tandoğan                                 | 2    | キョセムの皇女、ムラトの姉。大宰相トパルの妻。未亡人になり太刀持ちムスタファと惹かれ合うが、自分の不幸に絶望する日々を送る。（シーズン2）                                                           |
| カスム                                       | Eymen Kaan                                    | 1    | キョセムの3番目の皇子。ムラト皇帝の側女を孕ませてしまい、処刑に怯えながら過ごしてしまう。（シーズン2）                                                                                              |
| カスム                                       | Doğaç Yıldız                                  | 2    | キョセムの3番目の皇子。ムラト皇帝の側女を孕ませてしまい、処刑に怯えながら過ごしてしまう。（シーズン2）                                                                                              |
| バヤジト                                     | Berk Pamir                                    | 1    | 第2皇子、母はギュルバハル。ムラトより半年遅れて生まれた。ギュルバハルの影響を受け、次第に玉座につく欲望に溺れていく。（シーズン2）                                                                  |
| バヤジト                                     | Yiğit Uçan                                    | 2    | 第2皇子、母はギュルバハル。ムラトより半年遅れて生まれた。ギュルバハルの影響を受け、次第に玉座につく欲望に溺れていく。（シーズン2）                                                                  |
| イブラヒム                                   | Rîdvan Aybars Düzey(皇子時代：第1話～第75話） | 2    | キョセムの4番目の皇子→ムラト崩御後18代皇帝へ。兄弟殺しを目の前で見た過去のせいで心に深い傷を負う。                                                                                                  |
| イブラヒム                                   | Tugay Mercan(皇帝時代：第75話～）             | 2    | キョセムの4番目の皇子→ムラト崩御後18代皇帝へ。兄弟殺しを目の前で見た過去のせいで心に深い傷を負う。                                                                                                  |
| アティケ                                     | Ece Çeşmioğlu                                 | 2    | キョセムが産んだイブラヒムと双子の皇女。太刀持ちムスタファに片想いをしている。 |
| ギュルバハル                                 | Ayça Kuru                                     | 1    | アフメト皇帝の妃。皇子バヤジトを産むがキョセムに追放される。 |
| ギュルバハル                                 | Sibel Taşçıoğlu                               | 2    | 11話から登場。亡き皇帝アフメトの妃であり、皇子バヤジトの母。バヤジト即位を目論みキョセムと対立する。                                                                                                |
| ラシャ/マフフィルーゼ                        | Dilara Aksüyek                                | 1    | アフメト皇帝時代の妃。第一皇子オスマンを生む。 |
| アーキレ                                     | -                                             | 1    | イスラムの長老エサトの娘。のちにオスマン皇帝の妃となる。 |
| アンゲラ/ メレキシマ                         | Beste Kökdemir                                | 1    | 奴隷→オスマンの側女→オスマン即位後は皇帝妃へ |
| ファリア・ベトレン                           | Farah Zeynep Abdullah                         | 2    | トランシルヴァニア王女→ムラトと結婚し皇帝妃へ。カトリック教徒から追われイスタンブールに庇護を求める。後にムラトと惹かれあい皇帝妃となる。                                                           |
| トゥルハン                                   | Hande Doğandemir                              | 2    | 75話から登場。イブラヒムの妃→メフメト皇帝の母后。皇帝イブラヒムの第一寵妃。息子メフメトを皇太子に持ち、イブラヒム廃位後は母后となるが、なかなかメフメト即位後も権力を手放さないキョセムと対立する。 |
| ザリフェ                                     | Gizem Kala                                    | 2    | イブラヒムの皇子時代の女人。イブラヒム即位後に皇子オスマンを産む。 |
| ディラーシェブ                               | Ece Güzel                                     | 2    | イブラヒムの妃。キョセムに忠誠を誓い、息子スレイマンを玉座につけようとする。 |
| アイシェ （皇帝妃）                          | Leyla Feray                                   | 2    | ムラト皇帝の妃。ムラトの寵愛をめぐりファリアと対立。様々な策でファリアを陥れようとする。 |
| ヒュマーシャー（皇帝妃）                     | Müge Boz                                      | 2    | イブラヒムと結婚した妃。トゥルハンと対立する。 |
| メフメト                                     | -                                             | 2    | イブラヒムとトゥルハンの間の皇子→19代皇帝 |
| イスミハン・カヤ                             | -                                             | 2    | アイシェが生んだ皇女→アイシェ死去後はアティケが育てる |
| ハンザーデ                                   | -                                             | 2    | ムラトとアイシェの間の皇女と皇子 |
| アフメト(皇子)                               | -                                             | 2    | ムラトとアイシェの間の皇女と皇子 |
| セリム                                       | -                                             | 2    | ファリアが産んだ双子 |
| スレイマン                                   | -                                             | 2    | ファリアが産んだ双子 |
| スレイマン（メフメト皇子の弟）               | -                                             | 2    | イブラヒムとディラーシェブの間の皇子 |
| オスマン(皇子)                               | -                                             | 2    | イブラヒムとザリフェの間の皇子 |
| オルハン                                     | -                                             | 2    | イブラヒムとヒュマーシャーの間のの皇子 |

| 役名                   | 役者名                   | 出演 | 説明 |
| ---------------------- | ------------------------ | ---- | --- |
| デルヴィーシュ         | メフメト・クルトゥルシュ | 1    | 警備総督→海軍提督→大宰相。母后ハンダンに慕情を持ち忠誠を誓っている、アフメト皇帝の父である先帝メフメトの死因に関する秘密を持っており、皇女ファーリエと望まない結婚をする。          |
| ズルフィカール         | メテ・ホロズオール       | 1    | 歩兵常備軍（イェニチェリ）の帝都新兵軍団団長→小姓頭→近侍頭 アフメト皇帝からオスマン皇帝の時代にわたって側近として活躍する。（シーズン1中盤以降は） 皇女のヒュマーシャーと結婚する。 |
| ダヴド                 | Mustafa Üstündağ         | 1    | 第二宰相→ムスタファ皇帝時代の大宰相。ディルルバと結婚しハリメ派へ。宰相時代はハリメ、ディルルバと協力しムスタファ即位を目指す。                                                     |
| オメル                 | Şahin Sekman             | 1    | オスマンの皇子時代からの師父。サフィエの手先であり、ジェンネトと結婚する。 |
| クユジュ・ムラト       | Cihan Ünal               | 1    | 西方司令官→デルヴィーシュの死後大宰相となる |
| ナスフ                 | Tolga Tuncer             | 1    | サフィエの指示でキョセムを宮殿に連れてくる。ディヤルバクル州軍政官から、クユジュ・ムラトののち大宰相となるが処刑される。                                                            |
| ハリル                 | Şener Savaş              | 1-2  | ナスフの後の大宰相。キョセム派。 |
| シナン                 | Engin Benli              | 2    | 国璽尚書 兼 宰相。ギュルバハル派、皇子バヤジト即位を目論む |
| ケマンケシュ           | İsmail Demirci           | 2    | キョセム付き用人→歩兵常備軍長官→海軍提督→大宰相 キョセムを陰ながら慕う。 |
| "シラフタル"ムスタファ | Caner Cindoruk           | 2    | 太刀持ち 兼 小姓頭→第二宰相 皇女ゲヴヘルハンと惹かれ合うが… |
| アヒザーデ・フセイン   | Metin Belgin             | 2    | イスラムの長老。オスマン史上初めて処刑されたイスラームの長老 |
| デリ・フセイン         | Çağrı Şensoy             | 2    | 主馬係→主馬頭→宰相→海軍提督 ムラト皇帝に忠誠を誓うが、ムラト崩御後はキョセム派になる                                                                                                |
| ユスフ/エミルギューネ  | Eser Karibil             | 2    | 近侍頭。元はエレヴァン総督だが、降伏してムラトに仕える |
| キョプリュリュ         | Emre Başer               | 2    | イブラヒム皇帝時代の宰相。トゥルハン派 |
| ”ジンジ”フセイン       | Ali Düşenkalkar          | 2    | 祈祷師→アナドル軍法官 イブラヒム時代の法官。イブラヒムの頭痛を治せることから寵臣として起用される。                                                                                  |
| ゼケリヤザーデ・ヤフヤ | Şemsi İnkaya             | 2    | 前イスラムの長老→アヒザーデ死去後復帰 |
| アバザ・アフメト       | İsmail Filiz             | 2    | ボスニア州軍政官→宰相 キョセム派 |
| トパル                 | -                        | 2    | ムラト皇帝時代の大宰相、ゲヴヘルハンと結婚するがローマ法王の間諜でムラトに殺される。                                                                                                |
| タバヌヤッス・メフメト | Cengiz Okuyucu           | 2    | トパルの次の大宰相 |

| 役名                        | 役者名                  | 出演 | 説明 |
| --------------------------- | ----------------------- | ---- | --- |
| ハジュ(ムスタファ)          | Hakan Şahin             | 1-2  | 母后(ハンダン)付き宦官→後宮宦官長→ハンダン母后死去後はキョセム付き宦官へ（シーズン1） |
| ジェンネト                  | Esra Dermancıoğlu       | 1    | 後宮女官長→後宮出納棺 サフィエ一派であったが、あることがきっかけでキョセム派となる。 |
| ビュルビュル                | Nadir Sarıbacak         | 1    | 太皇太后サフィエ付き宦官 サフィエに忠誠を誓っている。 |
| エイジャン                  | Ebru Ünlü               | 1    | アフメト皇帝時代の側女→キョセム付き女官 |
| メネクシェ                  | Eylem Yıldız            | 1    | ハリメ付き女官→ムスタファ皇帝即位後は後宮出納官 |
| ギョルゲ                    | Sasha Perera            | 1    | 黒人の女性宮廷用人。ナスフと一緒にキョセムを連れてくる。舌を抜かれているため手話を使う。のちにキョセムのよき理解人となる。                                                                                             |
| レイハン                    | Emre Erçil              | 1    | 物語前半の後宮宦官長。先帝メフメト皇帝崩御の秘密を持つ |
| ドゥドゥ                    | Nurinisa Yıldırım       | 1    | 物語前半の後宮出納棺。 |
| ヤーセミン                  | Gizem Emre              | 1    | 物語中盤で皇女ヒュマーシャーらがアフメトに献上した側女。（彼女の正体は...） のちにキョセムの生き別れの妹だと判明する                                                                                                   |
| スレイマン(宦官長)          | İhsan Önal              | 1    | 物語後半の後宮宦官長、サフィエ一派 |
| マダム・マルグリット/メレキ | Burcu Gül Kazbek        | 2    | ファリア付き女官→アティケ付き女官→改宗し後宮出納官へ |
| ラーレザール                | İdil Yener              | 2    | 後宮女官長→後宮出納官→メレキ(マルグリット)が出納官になると女官長へ |
| メレキー                    | Ahsen Eroğlu(第55話～） | 1    | 町の娘だったがキョセムに協力したため母を殺され、キョセム付き女官となる。シーズン2では後宮出納官へ。 （シーズン2前半で...） 農園に追放されてしまう。                                                                    |
| メレキー                    | Șeyma Burcu Gü          | 2    | 町の娘だったがキョセムに協力したため母を殺され、キョセム付き女官となる。シーズン2では後宮出納官へ。 （シーズン2前半で...） 農園に追放されてしまう。                                                                    |
| マフフィルズ                | -                       | 1    | アフメト皇帝時代の側女。 |
| シャイェステ                | -                       | 1    | アフメト皇帝時代の側女、アナスタシアと一緒に宮廷脱出を行う。 |
| フィルデヴズ                | -                       | 1    | マフフィルーゼ付き女官 |
| ナーリン                    | -                       | 2    | アイシェ付き女官 |
| エリフ                      | -                       | 2    | ゲヴヘルハン付き女官 |
| サナーベル                  | Sezgi Sena Akay         | 2    | ムラト皇帝時代の側女。（彼女の正体は...） イランの間諜であり、ムラトの暗殺を試みる |
| スレイマン (付き宦官)       | Fırat Topkorur          | 2    | トゥルハン付き宦官 |
| ゼイネル                    | Emmanuel Mele Jason     | 2    | ギュルバハル付き宦官 |
| クシュチュ・メフメト        | Sevket Süha Tezel       | 2    | 斧槍持ち。少年時代にキョセムと会った過去を持つ。（彼の正体は...） 幼い頃キョセムに父を殺され、復讐でキョセムの腹を刺した少年であると最終回で判明。青年した後斧槍持ちとなり、トゥルハン派に寝返り、キョセムを殺害する。 |
| エラーヌール                | -                       | 2    | ムラト皇帝時代の側女。皇子カスムとの子を妊娠してしまう。 |
| アーフィタプ                | -                       | 2    | ムラト皇帝時代の側女 |
| シーヴェキャール            | Gümeç Alpay Aslan       | 2    | イブラヒム時代のふくよかで大食いな側女。イブラヒムの頭痛を治せる。 |
| イドリス                    | -                       | 2    | ムラト皇帝時代の宦官。イランの間諜 |

| 役名               | 役者名                 | 出演 | 説明                                                                                                   |
| ------------------ | ---------------------- | ---- | --- |
| シャーヒン・ギライ | Erkan Kolçak Köstendil | 1    | クリミア・ハン国の皇子.。アフメト皇帝の玉座を狙う。                                                    |
| メフメト・ギライ   | Kadir Doğulu           | １   | クリミア・ハン国の皇子、シャーヒン・ギライの弟。皇女ファーリエと惹かれあう。                           |
| ヒュダーイー       | Muhammed Uzuner        | 1    | ゼルヴェティ（教団導師）ユスキュダルの修道場の導師。初期のアフメトやキョセムの相談役。                 |
| エンツォ           | Zeljko Erkic           | 1    | アナスタシア(キョセム)の父。アナスタシアを探しにイスタンブールへ行くがサフィエらの策略に巻き込まれる。 |
| ペルバネ           | Fatih Altinagac        | 1    | 宮廷髪結い士                                                                                           |
| キリンディル       | Cenk Suyabatmaz        | 1    | 歩兵常備軍兵士で刺客、ダヴドの手先                                                                     |
| ラガリ             | Ibrahim Yildiz         | 1    | 歩兵常備軍兵士の新兵                                                                                   |
| エステル           | Alma Terzic            | 2    | キョセムの管財人。太刀持ちムスタファを好いている。                                                     |
| ヘザルフェン       | Uşan Çakır             | 2    | 発明家。人力での飛行を目指す。                                                                         |
| エヴリヤ           | Necip Memil            | 2    | 旅行家、ムラトから信頼を得る。                                                                         |
| ネフィー           | Serkan Keskin          | 2    | 詩人。毒舌でムラト皇帝をはじめ帝国を風刺し処刑される。                                                 |
| ベイナム           | Mustafa Kirantepe      | 2    | 宮廷料理長→町の店の経営者                                                                              |
| カリカ             | Gunes Sayin            | 2    | ベイナムの共同経営者。バヤジトと恋に落ちる                                                             |
| エミル             | -                      | 2    | 医師長。晩年のムラトを診察するがシナンらの策略に巻き込まれる                                           |
| ヤセフ             | -                      | 2    | 医師。晩年のムラトを診察する。                                                                         |
| ヤクップ           | -                      | 2    | シナンの部下                                                                                           |
| エレニ             | -                      | 2    | ハリルの愛人の売春婦                                                                                   |
| ゲヴォルグ         | -                      | 2    | アルメニア教会総主教                                                                                   |
| カドゥザーデ       | -                      | 2    | 説教師                                                                                                 |
| べキリ・ムスタファ | -                      | 2    | 酒飲みの船頭                                                                                           |
| コーネリウス       | Murat Atik             | 2    | イエズス会司教。ムラト皇帝の排除を目論む                                                               |
| ロレンツォ         | -                      | 2    | イエズス会司祭                                                                                         |
| イシュトヴァーン   | -                      | 2    | トランシルバニア公                                                                                     |
| カタリン           | -                      | 2    | トランシルバニア前女公、ファリアの母                                                                   |
| ラーコーツィ       | -                      | 2    | イシュトバーンの宰相のちトランシルバニア公                                                             |
| シャージャハーン   | -                      | 2    | ムガル帝国皇帝                                                                                         |

## 各話あらすじ

### シーズン1
| 話数 | サブタイトル・あらすじ | サブタイトル・あらすじ |
| ---- | --- | --- |
| 1    | 『13歳の皇帝』 スレイマン皇帝の崩御から24年後、マニサに赴任していた皇太子メフメトとハンダン妃のもとに生まれたアフメトは５歳の時、父の即位にともない帝都イスタンブールに入る。少年に成長したアフメトは、母后サフィエの部屋で可憐な少女の絵を見つけ、その少女に心引かれるものを感じていた。その後、父帝メフメト３世が崩御、13歳のアフメトが玉座に就く。一方、ギリシャの島にオスマン帝国の船が着く。下船した男は、ある娘を捜していた。                                                    | 『13歳の皇帝』 スレイマン皇帝の崩御から24年後、マニサに赴任していた皇太子メフメトとハンダン妃のもとに生まれたアフメトは５歳の時、父の即位にともない帝都イスタンブールに入る。少年に成長したアフメトは、母后サフィエの部屋で可憐な少女の絵を見つけ、その少女に心引かれるものを感じていた。その後、父帝メフメト３世が崩御、13歳のアフメトが玉座に就く。一方、ギリシャの島にオスマン帝国の船が着く。下船した男は、ある娘を捜していた。                                                    |
| 2    | 『2人の母后』 アフメト皇帝の即位後まもなく割礼式が行われる。祝いの席に後宮を統括する新たな母后としてハンダン妃が登場すると、権勢を維持したい先帝の母后サフィエがけん制し、２人の間に緊張が走る。また、兄弟殺しを免れたムスタファの生母ハリメはアフメトの心変わりを恐れ、ある取引をしようとしていた。一方、故郷からさらわれトプカプ宮殿へ連れてこられたアナスタシアはマフペイケルという新たな名前を与えられ、二度と家に戻れないことを知り落胆する。                                     | 『2人の母后』 アフメト皇帝の即位後まもなく割礼式が行われる。祝いの席に後宮を統括する新たな母后としてハンダン妃が登場すると、権勢を維持したい先帝の母后サフィエがけん制し、２人の間に緊張が走る。また、兄弟殺しを免れたムスタファの生母ハリメはアフメトの心変わりを恐れ、ある取引をしようとしていた。一方、故郷からさらわれトプカプ宮殿へ連れてこられたアナスタシアはマフペイケルという新たな名前を与えられ、二度と家に戻れないことを知り落胆する。                                     |
| 3    | 『肖像画の娘』 ギリシャの娘アナスタシアは家族に会いたい一心でトプカプ宮殿からの脱出を試みるも失敗する。だが偶然にも皇帝アフメトに出会う。一方、早く孫の顔が見たい母后ハンダンはアフメトのために宴を開き夜伽の側女を用意するが、その気のないアフメトは側女を下がらせ、獅子に餌をやりに行ってしまう。そんな中、宮殿を揺るがす大事件が起き…。事件により疑心暗鬼に陥ったアフメトは大きな決断をする。その後、アナスタシアにも夜伽の命令が下る。                                             | 『肖像画の娘』 ギリシャの娘アナスタシアは家族に会いたい一心でトプカプ宮殿からの脱出を試みるも失敗する。だが偶然にも皇帝アフメトに出会う。一方、早く孫の顔が見たい母后ハンダンはアフメトのために宴を開き夜伽の側女を用意するが、その気のないアフメトは側女を下がらせ、獅子に餌をやりに行ってしまう。そんな中、宮殿を揺るがす大事件が起き…。事件により疑心暗鬼に陥ったアフメトは大きな決断をする。その後、アナスタシアにも夜伽の命令が下る。                                             |
| 4    | 『悲しき慣例』 ついに皇帝アフメトの夜伽を務めることになったアナスタシア（マフペイケル）。しかし何もないまま朝を迎え、一度は個室を与えられたものの大部屋に戻されてしまう。一方、命を狙われていることを知ったアフメトは弟の処刑についてイスラムの長老に宗教的見解を求める。そのことを知った先帝の妃ハリメは財務長官ムーサの手引きで皇子ムスタファらを連れて逃亡するが、クリミア･ハン国の王子シャーヒン･ギライに見つかり連れ戻されてしまう。                                              | 『悲しき慣例』 ついに皇帝アフメトの夜伽を務めることになったアナスタシア（マフペイケル）。しかし何もないまま朝を迎え、一度は個室を与えられたものの大部屋に戻されてしまう。一方、命を狙われていることを知ったアフメトは弟の処刑についてイスラムの長老に宗教的見解を求める。そのことを知った先帝の妃ハリメは財務長官ムーサの手引きで皇子ムスタファらを連れて逃亡するが、クリミア･ハン国の王子シャーヒン･ギライに見つかり連れ戻されてしまう。                                              |
| 5    | 『2つの道』 皇帝アフメトは母后ハンダンの忠言により弟ムスタファの処刑に気持ちが傾いていた。だが皇統の存続を第一に願う太皇太后サフィエは処刑に反対する。早く孫が欲しいハンダンはアフメトがご執心だというアナスタシア（マフペイケル）に会い、どんな娘か品定めをする。一方、徴用により帝都に来たアンドロは歩兵常備軍の兵舎で配属を言い渡される。アフメトは皇子ムスタファの処刑をめぐって対立した太皇太后サフィエに、ある宣告をする。                                                       | 『2つの道』 皇帝アフメトは母后ハンダンの忠言により弟ムスタファの処刑に気持ちが傾いていた。だが皇統の存続を第一に願う太皇太后サフィエは処刑に反対する。早く孫が欲しいハンダンはアフメトがご執心だというアナスタシア（マフペイケル）に会い、どんな娘か品定めをする。一方、徴用により帝都に来たアンドロは歩兵常備軍の兵舎で配属を言い渡される。アフメトは皇子ムスタファの処刑をめぐって対立した太皇太后サフィエに、ある宣告をする。                                                       |
| 6    | 『絶望の闇』 皇帝アフメトは弟ムスタファの処刑を決める。また、太皇太后サフィエの娘、皇女ファーリエは、ひそかにクリミア･ハン国の王子メフメトと手紙のやり取りをしていた。そんな折、即位の祝儀金が出ないことに腹を立てた兵士たちが宮殿に押し寄せる。一方、アナスタシア（マフペイケル）は偶然、医師長とレイハンがしていた先帝の死に関する話を聞いてしまう。そして医師長が話し終えるとレイハンは思わぬ行動に出る。                                                                           | 『絶望の闇』 皇帝アフメトは弟ムスタファの処刑を決める。また、太皇太后サフィエの娘、皇女ファーリエは、ひそかにクリミア･ハン国の王子メフメトと手紙のやり取りをしていた。そんな折、即位の祝儀金が出ないことに腹を立てた兵士たちが宮殿に押し寄せる。一方、アナスタシア（マフペイケル）は偶然、医師長とレイハンがしていた先帝の死に関する話を聞いてしまう。そして医師長が話し終えるとレイハンは思わぬ行動に出る。                                                                           |
| 7    | 『目撃者の運命』 後宮宦官長レイハンの裏の顔を知り海に投げ捨てられたアナスタシア（マフペイケル）はギョルゲの救助により九死に一生を得る。一方、即位の祝儀金を要求して暴動を起こした兵士たちは宮殿の衛兵らと一触即発の状況に陥っていた。太皇太后サフィエは旧宮殿への追放を逃れるための手を画策する。そんな中、先帝の妃ハリメは、ある目的を持って母后ハンダンに接近していた。夜中に起こされたアナスタシアは正義の塔へ行くように言われる。                                                  | 『目撃者の運命』 後宮宦官長レイハンの裏の顔を知り海に投げ捨てられたアナスタシア（マフペイケル）はギョルゲの救助により九死に一生を得る。一方、即位の祝儀金を要求して暴動を起こした兵士たちは宮殿の衛兵らと一触即発の状況に陥っていた。太皇太后サフィエは旧宮殿への追放を逃れるための手を画策する。そんな中、先帝の妃ハリメは、ある目的を持って母后ハンダンに接近していた。夜中に起こされたアナスタシアは正義の塔へ行くように言われる。                                                  |
| 8    | 『陰の支配者』 正義の塔へアナスタシア（マフペイケル）を呼び出した皇帝アフメトは、最も大切なものはアナスタシアだと告白し、２人は心を通わせる。一方、エジプト州からは追放されていた宦官ハジュと共に、大宰相アリが戻る。しかし兵たちに支給する即位の祝儀金の原資となる税金は、太皇太后サフィエの差し金によって、他の場所に留め置かれていた。次こそ支給すると約束した俸給の儀の日を迎え、アフメトは兵たちを前に、自ら事情を説明する。                                                      | 『陰の支配者』 正義の塔へアナスタシア（マフペイケル）を呼び出した皇帝アフメトは、最も大切なものはアナスタシアだと告白し、２人は心を通わせる。一方、エジプト州からは追放されていた宦官ハジュと共に、大宰相アリが戻る。しかし兵たちに支給する即位の祝儀金の原資となる税金は、太皇太后サフィエの差し金によって、他の場所に留め置かれていた。次こそ支給すると約束した俸給の儀の日を迎え、アフメトは兵たちを前に、自ら事情を説明する。                                                      |
| 9    | 『憎悪の種』 祝儀金が支給されないことに不満を募らせた兵士たちが皇帝アフメトに向かって刃を向ける。窮地に立ったアフメトは太皇太后サフィエの手を借り、事なきを得るがサフィエにはある思惑があった。一方、母后ハンダン派の警備隊長デルヴィーシュはサフィエを追放するための新たな一手を打つ。ハンダンとハリメもサフィエに対抗するため手を結ぶのだった。一方、剣術の稽古でアフメトに不敬を働いた新兵イスケンデルがアフメトに呼ばれる。                                                        | 『憎悪の種』 祝儀金が支給されないことに不満を募らせた兵士たちが皇帝アフメトに向かって刃を向ける。窮地に立ったアフメトは太皇太后サフィエの手を借り、事なきを得るがサフィエにはある思惑があった。一方、母后ハンダン派の警備隊長デルヴィーシュはサフィエを追放するための新たな一手を打つ。ハンダンとハリメもサフィエに対抗するため手を結ぶのだった。一方、剣術の稽古でアフメトに不敬を働いた新兵イスケンデルがアフメトに呼ばれる。                                                        |
| 10   | 『母たちの同盟』 警備隊長デルヴィーシュの策により配下の者をすべて追放された太皇太后サフィエは、次なる手を打とうとデルヴィーシュに皇女ファーリエとの縁談を持ちかける。一方、サフィエに対抗するため、先帝の妃ハリメと母后ハンダンは互いに反感を抱きつつも急速に接近していた。側女アナスタシアは両親への手紙が送られていなかったことを知り悲しみに打ちひしがれるが、覚悟を決めたかのように手紙を投げ捨てる。皇帝アフメトは、新たに就任したイスラムの長老や宰相たちとの御前会議に臨む。    | 『母たちの同盟』 警備隊長デルヴィーシュの策により配下の者をすべて追放された太皇太后サフィエは、次なる手を打とうとデルヴィーシュに皇女ファーリエとの縁談を持ちかける。一方、サフィエに対抗するため、先帝の妃ハリメと母后ハンダンは互いに反感を抱きつつも急速に接近していた。側女アナスタシアは両親への手紙が送られていなかったことを知り悲しみに打ちひしがれるが、覚悟を決めたかのように手紙を投げ捨てる。皇帝アフメトは、新たに就任したイスラムの長老や宰相たちとの御前会議に臨む。    |
| 11   | 『運命の糸』 反乱者（ジェラーリー）の討伐に向かったものの敵前逃亡した歩兵常備軍の兵士が処刑された。皇帝アフメトは、その脱走兵が残した言葉に陰でうごめく陰謀の気配を感じる。一方、側女アナスタシアはシャイェステとの争いで顔に傷がつき心が沈んでいた。皇女ファーリエは太皇太后サフィエが決めた縁談に反発。帝国の玉座を狙うクリミア･ハン国の兄王子シャーヒンはジェラーリーの首領に接近する。アナスタシアは皇帝の庭で、ある人物に会う。                                                   | 『運命の糸』 反乱者（ジェラーリー）の討伐に向かったものの敵前逃亡した歩兵常備軍の兵士が処刑された。皇帝アフメトは、その脱走兵が残した言葉に陰でうごめく陰謀の気配を感じる。一方、側女アナスタシアはシャイェステとの争いで顔に傷がつき心が沈んでいた。皇女ファーリエは太皇太后サフィエが決めた縁談に反発。帝国の玉座を狙うクリミア･ハン国の兄王子シャーヒンはジェラーリーの首領に接近する。アナスタシアは皇帝の庭で、ある人物に会う。                                                   |
| 12   | 『愛の報い』 皇帝の庭で新兵イスケンデル（アレキサンダー）と再会した側女アナスタシアは、逃走を手伝ってほしいと頼み、イスケンデルも了承する。宮殿から逃げることを決めたアナスタシアは、ギョルゲにある頼み事をする。皇女ファーリエとの密会のさなかに捕らえられたクリミア･ハン国の弟王子メフメトは、ファーリエが皇帝アフメトを怒らせたせいで処刑されることに。しかし執行の直前、宮殿の庭に兄シャーヒンが飛び込んでくる。シャーヒンはオスマン家への憎しみを募らせ市場である物を手に入れる。 | 『愛の報い』 皇帝の庭で新兵イスケンデル（アレキサンダー）と再会した側女アナスタシアは、逃走を手伝ってほしいと頼み、イスケンデルも了承する。宮殿から逃げることを決めたアナスタシアは、ギョルゲにある頼み事をする。皇女ファーリエとの密会のさなかに捕らえられたクリミア･ハン国の弟王子メフメトは、ファーリエが皇帝アフメトを怒らせたせいで処刑されることに。しかし執行の直前、宮殿の庭に兄シャーヒンが飛び込んでくる。シャーヒンはオスマン家への憎しみを募らせ市場である物を手に入れる。 |
| 13   | 『悪のささやき』 太皇太后サフィエは皇女ファーリエと海軍提督デルヴィーシュの婚儀の準備に取りかかっていた。側女アナスタシアは皇帝アフメトの部屋に宦官長レイハンの悪行を告発した手紙を置いて宮殿からの逃走を図ろうとする。アフメトは天に召された大宰相アリの後任にデルヴィーシュを考えるが、母后ハンダンが反対する。ファーリエはサフィエに連れられ結婚後の新居の下見に行く。その先でクリミア･ハン国の王子シャーヒンがファーリエにひそかに接近する。                                       | 『悪のささやき』 太皇太后サフィエは皇女ファーリエと海軍提督デルヴィーシュの婚儀の準備に取りかかっていた。側女アナスタシアは皇帝アフメトの部屋に宦官長レイハンの悪行を告発した手紙を置いて宮殿からの逃走を図ろうとする。アフメトは天に召された大宰相アリの後任にデルヴィーシュを考えるが、母后ハンダンが反対する。ファーリエはサフィエに連れられ結婚後の新居の下見に行く。その先でクリミア･ハン国の王子シャーヒンがファーリエにひそかに接近する。                                       |
| 14   | 『揺れる心』 皇女ファーリエはクリミア･ハン国の王子シャーヒンから渡された液体を混ぜ込んでアーモンド菓子を作り、許しを請うふりをして皇帝アフメトに食べさせる。その晩、側女アナスタシアはついにアフメトと結ばれる。その後、新兵イスケンデルの手を借りて宮殿から逃げ出すものの、皇帝を置いては行けないと引き返 す。しかしその頃アフメトは高熱を出して倒れていた。最後にアフメトと一緒にいたアナスタシアは、皇帝に毒を盛った犯人として疑われてしまう。                                      | 『揺れる心』 皇女ファーリエはクリミア･ハン国の王子シャーヒンから渡された液体を混ぜ込んでアーモンド菓子を作り、許しを請うふりをして皇帝アフメトに食べさせる。その晩、側女アナスタシアはついにアフメトと結ばれる。その後、新兵イスケンデルの手を借りて宮殿から逃げ出すものの、皇帝を置いては行けないと引き返 す。しかしその頃アフメトは高熱を出して倒れていた。最後にアフメトと一緒にいたアナスタシアは、皇帝に毒を盛った犯人として疑われてしまう。                                      |
| 15   | 『王朝存続の危機』 天然痘の恐怖がトプカプ宮殿を襲う。皇帝アフメトの命の危機を察して太皇太后サフィエは先帝の妃ハリメを呼び、皇子ムスタファの皇帝擁立に動き出していた。一方、母后ハンダンは苦しげに病床に伏すアフメトを部屋の外から見守るしかない。そんな中、ムスタファの体にも異変が。皆が天然痘の恐怖に怯える中、クリミア･ハン国の王子シャーヒンがサフィエに会いに来る。サフィエはシャーヒンの話に憤慨すると同時に愕然とする。                                                         | 『王朝存続の危機』 天然痘の恐怖がトプカプ宮殿を襲う。皇帝アフメトの命の危機を察して太皇太后サフィエは先帝の妃ハリメを呼び、皇子ムスタファの皇帝擁立に動き出していた。一方、母后ハンダンは苦しげに病床に伏すアフメトを部屋の外から見守るしかない。そんな中、ムスタファの体にも異変が。皆が天然痘の恐怖に怯える中、クリミア･ハン国の王子シャーヒンがサフィエに会いに来る。サフィエはシャーヒンの話に憤慨すると同時に愕然とする。                                                         |
| 16   | 『反乱の炎』 皇帝アフメトに続き皇子ムスタファも天然痘に倒れたことをふ知った太皇太后サフィエは、クリミア･ハン国の王子メフメト･ギライを皇女ファーリエと結婚させ、皇帝に擁立するとギライ兄弟に告げる。皇帝の死を疑う暴徒が宮殿に押し寄せる中、献身的にアフメトに寄り添う側女アナスタシアに、導師ヒュダーイーが“偉大なる盾”を渡す。海軍提督のデルヴィーシュは宮殿を守るために死を覚悟し、これまで秘密にしてきたあることを、母后ハンダンに告白する。                                        | 『反乱の炎』 皇帝アフメトに続き皇子ムスタファも天然痘に倒れたことをふ知った太皇太后サフィエは、クリミア･ハン国の王子メフメト･ギライを皇女ファーリエと結婚させ、皇帝に擁立するとギライ兄弟に告げる。皇帝の死を疑う暴徒が宮殿に押し寄せる中、献身的にアフメトに寄り添う側女アナスタシアに、導師ヒュダーイーが“偉大なる盾”を渡す。海軍提督のデルヴィーシュは宮殿を守るために死を覚悟し、これまで秘密にしてきたあることを、母后ハンダンに告白する。                                        |
| 17   | 『人の顔をした天使』 暴徒が宮殿へ押し寄せ、帝国崩壊の危機が迫っていた。側女アナスタシアは意を決して暴徒の前に立ちはだかり、アフメト皇帝は病気だが存命であることを伝える。だが、民衆に暴力行為をあおっていた男がアナスタシアに銃口を向け発砲。アナスタシアは胸を撃たれ…。母后ハンダンはデルヴィーシュの重い告白に苦悩していた。先帝の妃ハリメは皇子ムスタファのため怪しい治療師を宮殿に呼ぶ。太皇太后サフィエは高官たちを招集し、皇帝の後継者について議論する。                         | 『人の顔をした天使』 暴徒が宮殿へ押し寄せ、帝国崩壊の危機が迫っていた。側女アナスタシアは意を決して暴徒の前に立ちはだかり、アフメト皇帝は病気だが存命であることを伝える。だが、民衆に暴力行為をあおっていた男がアナスタシアに銃口を向け発砲。アナスタシアは胸を撃たれ…。母后ハンダンはデルヴィーシュの重い告白に苦悩していた。先帝の妃ハリメは皇子ムスタファのため怪しい治療師を宮殿に呼ぶ。太皇太后サフィエは高官たちを招集し、皇帝の後継者について議論する。                         |
| 18   | 『キョセムの誕生』 オスマン家の皇統の存続が危ぶまれる中、太皇太后サフィエは幼くして手放した皇子が生きていれば、こんなことにはならなかったと嘆く。皇帝アフメトには側女アナスタシアが呪術師から伝授された治療法が施されるが、一向に回復しない。アナスタシアが民に約束をした俸給の日、サフィエが開いた会議で皇帝の後継者候補にクリミア･ハン国の王子シャーヒン･ギライが選ばれる。そして、民や兵士たちが待つ中庭にシャーヒンが現れ正面に立ったその時…。                                     | 『キョセムの誕生』 オスマン家の皇統の存続が危ぶまれる中、太皇太后サフィエは幼くして手放した皇子が生きていれば、こんなことにはならなかったと嘆く。皇帝アフメトには側女アナスタシアが呪術師から伝授された治療法が施されるが、一向に回復しない。アナスタシアが民に約束をした俸給の日、サフィエが開いた会議で皇帝の後継者候補にクリミア･ハン国の王子シャーヒン･ギライが選ばれる。そして、民や兵士たちが待つ中庭にシャーヒンが現れ正面に立ったその時…。                                     |
| 19   | 『太皇太后のあがき』 皇帝アフメトは自分の死を見越して新たな皇帝の擁立を図った太皇太后サフィエに旧宮殿への永久追放を宣告する。サフィエはキョセムを呼び出し宮殿に残れるようアフメトへの取りなしを頼むが…。斧槍持ちナシプはキョセムの父親から預かった指輪を恋人のジェンネトに渡す。デルヴィーシュへの不信感を募らせた母后ハンダンはデルヴィーシュに宮殿を去るよう命じる。アフメトの寝所で目を覚ましたキョセムは何者かが侵入した痕跡を見つけ戦慄を覚える。                                 | 『太皇太后のあがき』 皇帝アフメトは自分の死を見越して新たな皇帝の擁立を図った太皇太后サフィエに旧宮殿への永久追放を宣告する。サフィエはキョセムを呼び出し宮殿に残れるようアフメトへの取りなしを頼むが…。斧槍持ちナシプはキョセムの父親から預かった指輪を恋人のジェンネトに渡す。デルヴィーシュへの不信感を募らせた母后ハンダンはデルヴィーシュに宮殿を去るよう命じる。アフメトの寝所で目を覚ましたキョセムは何者かが侵入した痕跡を見つけ戦慄を覚える。                                 |
| 20   | 『謀りごと』 ついにトプカプ宮殿を離れることになった太皇太后サフィエ。しかし皇帝の前で倒れ、回復するまでの間、宮殿に残ることを許される。皇帝アフメトはジェラーリーの討伐に出る兵士の激励に行き、側女のラシャがジェラーリーに捕らえられていることを知ると自ら討伐に向かう。皇帝が不在となった宮殿ではサフィエがある策略を巡らせていた。一方、後宮で一目置かれるようになっていたキョセムに対し、女官長のジェンネトは「心がある者は後宮で生き残れない」と忠告する。                        | 『謀りごと』 ついにトプカプ宮殿を離れることになった太皇太后サフィエ。しかし皇帝の前で倒れ、回復するまでの間、宮殿に残ることを許される。皇帝アフメトはジェラーリーの討伐に出る兵士の激励に行き、側女のラシャがジェラーリーに捕らえられていることを知ると自ら討伐に向かう。皇帝が不在となった宮殿ではサフィエがある策略を巡らせていた。一方、後宮で一目置かれるようになっていたキョセムに対し、女官長のジェンネトは「心がある者は後宮で生き残れない」と忠告する。                        |
| 21   | 『妃（きさき）になる代償』 先帝の妃ハリメと騎士隊の隊長らの密会が公になり、皇帝アフメトの玉座が脅かされることを恐れた母后ハンダンはハリメと騎士隊の隊長らに厳罰を下す。イェディクレの牢で過ごすクリミア･ハン国の王子シャーヒンとメフメトの前にまさかの驚くべき人物が現れる。後宮では皇子ムスタファの命が何者かに狙われ…。犯人と格闘した出納官ドゥドゥまでもが重傷を負う。ジェラーリーのもとへ向かった皇帝アフメトは囚われた側女ラシャを救い出そうとしていた。                          | 『妃（きさき）になる代償』 先帝の妃ハリメと騎士隊の隊長らの密会が公になり、皇帝アフメトの玉座が脅かされることを恐れた母后ハンダンはハリメと騎士隊の隊長らに厳罰を下す。イェディクレの牢で過ごすクリミア･ハン国の王子シャーヒンとメフメトの前にまさかの驚くべき人物が現れる。後宮では皇子ムスタファの命が何者かに狙われ…。犯人と格闘した出納官ドゥドゥまでもが重傷を負う。ジェラーリーのもとへ向かった皇帝アフメトは囚われた側女ラシャを救い出そうとしていた。                          |
| 22   | 『愛しき父』 皇帝アフメトが彼の子を身ごもった側女ラシャを連れ帰り、キョセムは複雑な心境に。先帝の妃ハリメもまた、先帝の皇子である息子ムスタファの行く末を案じていた。そんな中、キョセムは太皇太后サフィエに呼び出される。出向くとそこには父親の姿があり、サフィエからある選択を迫られる。一方、皇女ファーリエも、海軍提督デルヴィーシュにある選択を迫っていた。その夜、後宮ではラシャが身ごもった祝いの夜宴が開かれるが、祝いの宴とは裏腹に不穏な空気が漂っていた。                    | 『愛しき父』 皇帝アフメトが彼の子を身ごもった側女ラシャを連れ帰り、キョセムは複雑な心境に。先帝の妃ハリメもまた、先帝の皇子である息子ムスタファの行く末を案じていた。そんな中、キョセムは太皇太后サフィエに呼び出される。出向くとそこには父親の姿があり、サフィエからある選択を迫られる。一方、皇女ファーリエも、海軍提督デルヴィーシュにある選択を迫っていた。その夜、後宮ではラシャが身ごもった祝いの夜宴が開かれるが、祝いの宴とは裏腹に不穏な空気が漂っていた。                    |
| 23   | 『長い戦争』 懐妊を祝い催された宴で倒れた側女ラシャには流産の危険があった。ラシャは皇帝アフメトや母后ハンダンにキョセムのたくらみで流産しかけたのだと言う。一方、キョセムは太皇太后サフィエに拉致された父親の監禁場所を突き止めるため、ある荒業を使う。アフメト皇帝のもとに神聖ローマ帝国皇帝及びオーストリア大公であるルドルフ２世の使節がやってくる。獄中のギライ兄弟は海軍提督デルヴィーシュとの取引で釈放されることを待ち望んでいた。                                              | 『長い戦争』 懐妊を祝い催された宴で倒れた側女ラシャには流産の危険があった。ラシャは皇帝アフメトや母后ハンダンにキョセムのたくらみで流産しかけたのだと言う。一方、キョセムは太皇太后サフィエに拉致された父親の監禁場所を突き止めるため、ある荒業を使う。アフメト皇帝のもとに神聖ローマ帝国皇帝及びオーストリア大公であるルドルフ２世の使節がやってくる。獄中のギライ兄弟は海軍提督デルヴィーシュとの取引で釈放されることを待ち望んでいた。                                              |
| 24   | 『秘密の暴露』 皇帝アフメトはクリミア･ハン国をけん制するため、釈放したメフメト･ギライを次期ハンだと宣言する。皇女ファーリエは浮かれるが、メフメトの兄シャーヒンを見捨てたことで恨みを買うことに。一方、トプカプ宮殿に残りたい太皇太后サフィエは老かいに立ち回る。父を助けることに失敗したキョセムはサフィエの言いなりになるしかなく、母后ハンダンが皇子ムスタファを殺そうとしたことをアフメトに告白する。アフメトは、衝撃的な決定をすることに。                                        | 『秘密の暴露』 皇帝アフメトはクリミア･ハン国をけん制するため、釈放したメフメト･ギライを次期ハンだと宣言する。皇女ファーリエは浮かれるが、メフメトの兄シャーヒンを見捨てたことで恨みを買うことに。一方、トプカプ宮殿に残りたい太皇太后サフィエは老かいに立ち回る。父を助けることに失敗したキョセムはサフィエの言いなりになるしかなく、母后ハンダンが皇子ムスタファを殺そうとしたことをアフメトに告白する。アフメトは、衝撃的な決定をすることに。                                        |
| 25   | 『愛と権力の階段』 太皇太后サフィエの要求に屈した側女キョセム。父親を自分のもとに返すよう迫るが、サフィエはキョセムに過酷すぎる試練を課す。一方、母后ハンダンは皇子の命を狙った罪の代償として旧宮殿へ。キョセムは二度と誰にも屈することのない史上最強の妃になることを心に誓う。皇女ファーリエとデルヴィーシュの婚儀が間近に迫り、クリミア･ハン国のメフメト王子が不穏な動きを見せる。キョセムはサフィエの配下である女官長ジェンネトを姦淫の罪で牢に送るが…。                            | 『愛と権力の階段』 太皇太后サフィエの要求に屈した側女キョセム。父親を自分のもとに返すよう迫るが、サフィエはキョセムに過酷すぎる試練を課す。一方、母后ハンダンは皇子の命を狙った罪の代償として旧宮殿へ。キョセムは二度と誰にも屈することのない史上最強の妃になることを心に誓う。皇女ファーリエとデルヴィーシュの婚儀が間近に迫り、クリミア･ハン国のメフメト王子が不穏な動きを見せる。キョセムはサフィエの配下である女官長ジェンネトを姦淫の罪で牢に送るが…。                            |
| 26   | 『嫉妬の輪』 太皇太后サフィエはキョセムを追い込もうと皇帝アフメトのもとに新たな側女を送り、キョセムはサフィエの秘密を探るため、どうにか女官長ジェンネトの口を割らせようとしていた。そんな時、先帝の妃ハリメがキョセムにジェンネトに関するある秘密を明かす。一方、海軍提督デルヴィーシュと皇女ファーリエの結婚が正式に決まり、帝都はお祝いムードに。また、戦況報告のため、百戦錬磨の司令官クユジュ･ムラトが前線から帝都に戻ってくる。                                                   | 『嫉妬の輪』 太皇太后サフィエはキョセムを追い込もうと皇帝アフメトのもとに新たな側女を送り、キョセムはサフィエの秘密を探るため、どうにか女官長ジェンネトの口を割らせようとしていた。そんな時、先帝の妃ハリメがキョセムにジェンネトに関するある秘密を明かす。一方、海軍提督デルヴィーシュと皇女ファーリエの結婚が正式に決まり、帝都はお祝いムードに。また、戦況報告のため、百戦錬磨の司令官クユジュ･ムラトが前線から帝都に戻ってくる。                                                   |
| 27   | 『復讐に勝る夢』 トプカプ宮殿では皇女ファーリエと海軍提督デルヴィーシュの結婚を祝う宴が開かれ、旧宮に送られた母后ハンダンも姿を見せる。デルヴィーシュはハンダンに皇女との結婚によって過去を清算するのだと告げるのだった。一方、キョセムは側女カテリーナが皇帝から２度目の夜伽のお召しを受けたことを知り、危機感を抱く。そんな時、側女マフフィルーゼが産気づき…。女官長ジェンネトはキョセムに太皇太后サフィエの秘密を明かすべきか悩んでいた。                                           | 『復讐に勝る夢』 トプカプ宮殿では皇女ファーリエと海軍提督デルヴィーシュの結婚を祝う宴が開かれ、旧宮に送られた母后ハンダンも姿を見せる。デルヴィーシュはハンダンに皇女との結婚によって過去を清算するのだと告げるのだった。一方、キョセムは側女カテリーナが皇帝から２度目の夜伽のお召しを受けたことを知り、危機感を抱く。そんな時、側女マフフィルーゼが産気づき…。女官長ジェンネトはキョセムに太皇太后サフィエの秘密を明かすべきか悩んでいた。                                           |
| 28   | 『皇女の逃避行』 海軍提督デルヴィーシュとの婚儀の翌朝、皇女ファーリエとクリミア･ハン国の王子メフメト･ギライが姿を消す。２人は共に船で逃げようとしていたが、デルヴィーシュは必死で行方を捜していた。キョセムはこの機会に乗じて太皇太后サフィエを陥れようとしていたが、その一方で皇帝アフメトに気に入られた側女カテリーナと、融通の利かない小姓頭ズルフィカールの存在にイラだちを募らせていた。アフメトは西方司令官のクユジュ･ムラトからある贈り物を受け取る。                           | 『皇女の逃避行』 海軍提督デルヴィーシュとの婚儀の翌朝、皇女ファーリエとクリミア･ハン国の王子メフメト･ギライが姿を消す。２人は共に船で逃げようとしていたが、デルヴィーシュは必死で行方を捜していた。キョセムはこの機会に乗じて太皇太后サフィエを陥れようとしていたが、その一方で皇帝アフメトに気に入られた側女カテリーナと、融通の利かない小姓頭ズルフィカールの存在にイラだちを募らせていた。アフメトは西方司令官のクユジュ･ムラトからある贈り物を受け取る。                           |
| 29   | 『太陽のお妃（きさき）様』 帝都新兵軍団新兵のイスケンデルはお守りの衣に書かれてある文字が解読できるという人物に会いに行く。不吉な夢を見た皇帝アフメトは気持ちが晴れず、ジェルヴェティー教団導師ヒュダーイーを訪ねることに。アフメトに随行したキョセムは導師の修道場で、ある老婆から驚くべきことを告げられる。キョセムは太皇太后サフィエと対立する西方司令官クユジュ･ムラトから太陽のようなお妃になるよう忠言を受ける一方で、サフィエを排除する計画を進める。                           | 『太陽のお妃（きさき）様』 帝都新兵軍団新兵のイスケンデルはお守りの衣に書かれてある文字が解読できるという人物に会いに行く。不吉な夢を見た皇帝アフメトは気持ちが晴れず、ジェルヴェティー教団導師ヒュダーイーを訪ねることに。アフメトに随行したキョセムは導師の修道場で、ある老婆から驚くべきことを告げられる。キョセムは太皇太后サフィエと対立する西方司令官クユジュ･ムラトから太陽のようなお妃になるよう忠言を受ける一方で、サフィエを排除する計画を進める。                           |
| 30   | 『大罪の証拠』 ついに皇女ファーリエが皇帝アフメトを殺そうとした証拠を手に入れたキョセム。太皇太后サフィエと対峙する一方、気持ちを分かってくれないアフメトに対しては「心が痛む」と言って会うことを拒む。サフィエは手放した息子の衣を持つ青年がいると聞き、息子の生存に一筋の望みを抱いていた。そんな時、ファーリエがアフメトを殺そうとした証拠をキョセムに突きつけられ…。一方、海軍提督デルヴィーシュは、悲しみに暮れる妻ファーリエを複雑な思いで見ていた。                             | 『大罪の証拠』 ついに皇女ファーリエが皇帝アフメトを殺そうとした証拠を手に入れたキョセム。太皇太后サフィエと対峙する一方、気持ちを分かってくれないアフメトに対しては「心が痛む」と言って会うことを拒む。サフィエは手放した息子の衣を持つ青年がいると聞き、息子の生存に一筋の望みを抱いていた。そんな時、ファーリエがアフメトを殺そうとした証拠をキョセムに突きつけられ…。一方、海軍提督デルヴィーシュは、悲しみに暮れる妻ファーリエを複雑な思いで見ていた。                             |
| 31   | 『皇帝の失望』 側女キョセムは、皇帝アフメトから皇女ファーリエの罪を明らかにした証拠の手紙の入手方法を問われる。アフメトは導師ヒュダーイーの修道場を訪れ、ファーリエの引き渡しを迫るのだった。一方、旧宮殿への追放を言い渡された太皇太后サフィエは母后ハンダンから皮肉な歓迎を受ける。反乱者の討伐で敵前逃亡をした州軍政官ナスフが皇帝の前に引っ立てられる。サフィエは書家のもとを訪れ、息子の衣を持つ青年が現れるのを待っていた。                                                      | 『皇帝の失望』 側女キョセムは、皇帝アフメトから皇女ファーリエの罪を明らかにした証拠の手紙の入手方法を問われる。アフメトは導師ヒュダーイーの修道場を訪れ、ファーリエの引き渡しを迫るのだった。一方、旧宮殿への追放を言い渡された太皇太后サフィエは母后ハンダンから皮肉な歓迎を受ける。反乱者の討伐で敵前逃亡をした州軍政官ナスフが皇帝の前に引っ立てられる。サフィエは書家のもとを訪れ、息子の衣を持つ青年が現れるのを待っていた。                                                      |
| 32   | 『皇子の誕生』 皇女ファーリエの一件で皇帝アフメトを失望させてしまったキョセムは無視されたまま出産の日を迎える。無事に皇子が誕生するが…。一方、旧宮殿へ移った太皇太后サフィエは何か月も部屋に閉じこもり、誰とも合わない日々を過ごしていた。内廷では大宰相ララ･メフメトの遠征をめぐり、海軍提督デルヴィーシュと大宰相が口論になる。また、安穏の家で庇護されている皇女ファーリエをクリミア･ハン国の王子メフメト･ギライが訪ねてくる                                                        | 『皇子の誕生』 皇女ファーリエの一件で皇帝アフメトを失望させてしまったキョセムは無視されたまま出産の日を迎える。無事に皇子が誕生するが…。一方、旧宮殿へ移った太皇太后サフィエは何か月も部屋に閉じこもり、誰とも合わない日々を過ごしていた。内廷では大宰相ララ･メフメトの遠征をめぐり、海軍提督デルヴィーシュと大宰相が口論になる。また、安穏の家で庇護されている皇女ファーリエをクリミア･ハン国の王子メフメト･ギライが訪ねてくる                                                        |
| 33   | 『報復の始まり』 皇子メフメトという新しい家族を迎え、皇帝アフメトと皇帝妃キョセムの蜜月が戻る。トプカプ宮殿へ戻った母后ハンダンは早速、先帝の妃ハリメに行動を慎むようけん制する。サフィエは安穏の家に身を寄せる皇女ファーリエを訪ね、自分を苦しめた者たちへの復讐の決意を語る。そんな中、皇帝が宮殿を不在に。その後、宮殿を揺るがす大事件が起こり…。アフメトはエディルネでオーストリアとの和平交渉に臨んだクユジュ･ムラト司令官の帰還を迎える。                                        | 『報復の始まり』 皇子メフメトという新しい家族を迎え、皇帝アフメトと皇帝妃キョセムの蜜月が戻る。トプカプ宮殿へ戻った母后ハンダンは早速、先帝の妃ハリメに行動を慎むようけん制する。サフィエは安穏の家に身を寄せる皇女ファーリエを訪ね、自分を苦しめた者たちへの復讐の決意を語る。そんな中、皇帝が宮殿を不在に。その後、宮殿を揺るがす大事件が起こり…。アフメトはエディルネでオーストリアとの和平交渉に臨んだクユジュ･ムラト司令官の帰還を迎える。                                        |
| 34   | 『太皇太后への贈り物』 太皇太后サフィエに買収された者が宮殿内に多数いたことに怒りを募らせたキョセムは、復讐に向けてサフィエと皇女ファーリエに圧力をかけ始める。一方、エディルネに滞在中の皇帝アフメトはクユジュ・ムラト司令官からオーストリアとの和平交渉の報告を受けるが、内容にがく然とする。その後、事件の知らせを受けて宮殿に戻ったアフメトは大宰相殺しの疑いで牢に入れられた海軍提督デルヴィーシュと面会。デルヴィーシュは無実を主張するが…。                                     | 『太皇太后への贈り物』 太皇太后サフィエに買収された者が宮殿内に多数いたことに怒りを募らせたキョセムは、復讐に向けてサフィエと皇女ファーリエに圧力をかけ始める。一方、エディルネに滞在中の皇帝アフメトはクユジュ・ムラト司令官からオーストリアとの和平交渉の報告を受けるが、内容にがく然とする。その後、事件の知らせを受けて宮殿に戻ったアフメトは大宰相殺しの疑いで牢に入れられた海軍提督デルヴィーシュと面会。デルヴィーシュは無実を主張するが…。                                     |
| 35   | 『側近の忠誠心』 皇帝アフメトは大宰相毒殺のあと姿を消した衛兵ヌマンを捜すよう小姓頭ズルフィカールに命じる。さらには太皇太后サフィエを呼び出し、不在時に皇子メフメトが揺りかごから連れ去られた件について追及する。一方、宦官ギュルブズから先帝の妃ハリメの女官がサフィエのもとを頻繁に訪れていることを知った皇帝妃キョセムは、ハリメにクギを刺す。そんな中、衛兵ヌマンが身柄を拘束される。ヌマンはアフメトの前でまさかの証言をする。                                                    | 『側近の忠誠心』 皇帝アフメトは大宰相毒殺のあと姿を消した衛兵ヌマンを捜すよう小姓頭ズルフィカールに命じる。さらには太皇太后サフィエを呼び出し、不在時に皇子メフメトが揺りかごから連れ去られた件について追及する。一方、宦官ギュルブズから先帝の妃ハリメの女官がサフィエのもとを頻繁に訪れていることを知った皇帝妃キョセムは、ハリメにクギを刺す。そんな中、衛兵ヌマンが身柄を拘束される。ヌマンはアフメトの前でまさかの証言をする。                                                    |
| 36   | 『2つの聖断』 キョセムはクリミア･ハン国の王子メフメト･ギライや町の少女メレキーの協力を得て、皇女ファーリエを安穏の家から出す計画を実行。そこに情報を得た太皇太后サフィエが駆けつける。キョセムはサフィエと先帝の妃ハリメが協力体制にあることに気づき、サフィエの動きを封じるために隠し資産を見つけようと小姓頭ズルフィカールに協力を仰ぐ。一方、皇帝アフメトは大宰相毒殺の疑いをかけられていたデルヴィーシュに対し、心で決断したと語り…。                                              | 『2つの聖断』 キョセムはクリミア･ハン国の王子メフメト･ギライや町の少女メレキーの協力を得て、皇女ファーリエを安穏の家から出す計画を実行。そこに情報を得た太皇太后サフィエが駆けつける。キョセムはサフィエと先帝の妃ハリメが協力体制にあることに気づき、サフィエの動きを封じるために隠し資産を見つけようと小姓頭ズルフィカールに協力を仰ぐ。一方、皇帝アフメトは大宰相毒殺の疑いをかけられていたデルヴィーシュに対し、心で決断したと語り…。                                              |
| 37   | 『遠征の前夜』 嵐の夜、胸騒ぎを覚えた太皇太后サフィエは眠れない一夜を過ごす。翌日、旧宮殿へファーリエの棺が運ばれ、サフィエは娘の変わり果てた姿に泣き崩れるのだった。その後、皇帝アフメトに会うため、トプカプ宮殿を訪れたサフィエは最後の警告としてキョセムを脅す。一方、キョセムはサフィエを追い込むための次なる一手に着手していた。そんな中、アフメトが初めての遠征に発つ日が近づく。アフメトの不在時を好機と見たサフィエは不穏な動きを見せる。                                      | 『遠征の前夜』 嵐の夜、胸騒ぎを覚えた太皇太后サフィエは眠れない一夜を過ごす。翌日、旧宮殿へファーリエの棺が運ばれ、サフィエは娘の変わり果てた姿に泣き崩れるのだった。その後、皇帝アフメトに会うため、トプカプ宮殿を訪れたサフィエは最後の警告としてキョセムを脅す。一方、キョセムはサフィエを追い込むための次なる一手に着手していた。そんな中、アフメトが初めての遠征に発つ日が近づく。アフメトの不在時を好機と見たサフィエは不穏な動きを見せる。                                      |
| 38   | 『反逆の矢』 熱を出した弟のムスタファを宮殿に残し、皇帝アフメトは遠征に出立する。道中、亡きスレイマン皇帝が作らせた水道施設に立ち寄り、自分も後世に残る建築物を残したいと語る。しかし、その様子を遠くからサフィエ配下の刺客が見つめていた。一方、宮殿ではついにキョセムが太皇太后サフィエの隠し資産の在りかを突き止めていた。没収するため小姓頭ズルフィカールとともに出かけるが、その間にサフィエの命を受けた兵士らが後宮に押し入り…。                                                 | 『反逆の矢』 熱を出した弟のムスタファを宮殿に残し、皇帝アフメトは遠征に出立する。道中、亡きスレイマン皇帝が作らせた水道施設に立ち寄り、自分も後世に残る建築物を残したいと語る。しかし、その様子を遠くからサフィエ配下の刺客が見つめていた。一方、宮殿ではついにキョセムが太皇太后サフィエの隠し資産の在りかを突き止めていた。没収するため小姓頭ズルフィカールとともに出かけるが、その間にサフィエの命を受けた兵士らが後宮に押し入り…。                                                 |
| 39   | 『玉座の死闘』 トプカプ宮殿に戻った皇帝妃キョセムと小姓頭ズルフィカールは、宮殿のただならぬ事態を察知し、何とか母后ハンダンとの合流を試みる。宮殿を掌握した太皇太后サフィエは皇子ムスタファを玉座に就かせるべく動いていた。サフィエのもくろみに気づいたキョセムは皇子ムスタファを宮殿から連れ出そうとするが…。一方、遠征先では深手を負ったデルヴィーシュが懸命の手当てを受けていた。アフメトは司令官ムラトの進言により帝都への帰還を決める。                                           | 『玉座の死闘』 トプカプ宮殿に戻った皇帝妃キョセムと小姓頭ズルフィカールは、宮殿のただならぬ事態を察知し、何とか母后ハンダンとの合流を試みる。宮殿を掌握した太皇太后サフィエは皇子ムスタファを玉座に就かせるべく動いていた。サフィエのもくろみに気づいたキョセムは皇子ムスタファを宮殿から連れ出そうとするが…。一方、遠征先では深手を負ったデルヴィーシュが懸命の手当てを受けていた。アフメトは司令官ムラトの進言により帝都への帰還を決める。                                           |
| 40   | 『幼帝の即位式』 トプカプ宮殿では太皇太后サフィエの指示でキョセムの首に縄がかけられる。皇子ムスタファの即位式が始まるが、すんでのところで皇帝アフメトが戻りサフィエの企てを阻止。キョセムの処刑を聞かされ泣き崩れたアフメトだったが、気を持ち直し、皇子たちがかくまわれている町の娘メレキーの家へ向かう。その後、宮殿に戻ったアフメトは周囲を信頼できる者たちで固めるために人事の一新を図るが、経験豊かな老司令官ムラトはそんなアフメトにあることを進言する。                          | 『幼帝の即位式』 トプカプ宮殿では太皇太后サフィエの指示でキョセムの首に縄がかけられる。皇子ムスタファの即位式が始まるが、すんでのところで皇帝アフメトが戻りサフィエの企てを阻止。キョセムの処刑を聞かされ泣き崩れたアフメトだったが、気を持ち直し、皇子たちがかくまわれている町の娘メレキーの家へ向かう。その後、宮殿に戻ったアフメトは周囲を信頼できる者たちで固めるために人事の一新を図るが、経験豊かな老司令官ムラトはそんなアフメトにあることを進言する。                          |
| 41   | 『未来の先例』 皇子ムスタファを玉座に就けるという夢が破れた先帝の妃ハリメたちは、皇帝アフメトから下る処罰に戦々恐々としていた。一方、母后ハンダンはアフメトをかばって負傷した海軍提督デルヴィーシュを見舞う。太皇太后サフィエと腹心の宦官ビュルビュルは投獄されてもなお、己の道に悔いはないと言い切る。アフメトは、兄弟殺しの慣習にあらがい、弟ムスタファを生かしたがゆえに、たびたび玉座を脅かす騒動が起きるのだと考え始める。                                                        | 『未来の先例』 皇子ムスタファを玉座に就けるという夢が破れた先帝の妃ハリメたちは、皇帝アフメトから下る処罰に戦々恐々としていた。一方、母后ハンダンはアフメトをかばって負傷した海軍提督デルヴィーシュを見舞う。太皇太后サフィエと腹心の宦官ビュルビュルは投獄されてもなお、己の道に悔いはないと言い切る。アフメトは、兄弟殺しの慣習にあらがい、弟ムスタファを生かしたがゆえに、たびたび玉座を脅かす騒動が起きるのだと考え始める。                                                        |
| 42   | 『1羽の鳥』 皇子ムスタファの部屋に処刑人が送られるが、1羽の鳥に導かれるかのように部屋から出ていたムスタファは処刑を免れる。皇帝アフメトは弟を殺さないことに決め、新たな勅命を下す。同じ頃、太皇太后サフィエは宮殿の地下牢から出され小舟へ。その舟はボスポラス海峡へ向かっていた。やがて、地下牢に残されていた太皇太后付き宦官ビュルビュルのもとにも迎えが来る。ビュルビュルが突き出されたのは処刑人の前ではなく、アフメトとキョセムの前だった                                          | 『1羽の鳥』 皇子ムスタファの部屋に処刑人が送られるが、1羽の鳥に導かれるかのように部屋から出ていたムスタファは処刑を免れる。皇帝アフメトは弟を殺さないことに決め、新たな勅命を下す。同じ頃、太皇太后サフィエは宮殿の地下牢から出され小舟へ。その舟はボスポラス海峡へ向かっていた。やがて、地下牢に残されていた太皇太后付き宦官ビュルビュルのもとにも迎えが来る。ビュルビュルが突き出されたのは処刑人の前ではなく、アフメトとキョセムの前だった                                          |
| 43   | 『国璽（こくじ）の行方』 先帝の妃ハリメは、久しぶりに外に出られて喜ぶ皇子ムスタファの手を引きながら複雑な心境でいた。ムスタファをある部屋に連れていったハリメは、今日から１人で過ごすのだと伝え、泣き叫ぶムスタファを置いて去る。母后ハンダンは後宮で力をつけてきたキョセムを目障りだと思い始めていた。キョセムもハンダンに対抗するため、後宮出納官に自分の息がかかった者を任命させようとする。そんな中、皇帝アフメトは久しく空位だった大宰相を任命する。                              | 『国璽（こくじ）の行方』 先帝の妃ハリメは、久しぶりに外に出られて喜ぶ皇子ムスタファの手を引きながら複雑な心境でいた。ムスタファをある部屋に連れていったハリメは、今日から１人で過ごすのだと伝え、泣き叫ぶムスタファを置いて去る。母后ハンダンは後宮で力をつけてきたキョセムを目障りだと思い始めていた。キョセムもハンダンに対抗するため、後宮出納官に自分の息がかかった者を任命させようとする。そんな中、皇帝アフメトは久しく空位だった大宰相を任命する。                              |
| 44   | 『交差する道』 母后ハンダンはデルヴィーシュを呼び出して大宰相就任を祝い、自分への慕情を決して他人に気づかれてはならないと念を押す。ところがその様子をある者がのぞき見していた。一方、キョセムはクリミア･ハン国の王子メフメト･ギライから先帝を毒殺したのは大宰相デルヴィーシュだと聞かされ、デルヴィーシュに疑問を抱き始めるが、そんな折、太皇太后サフィエに忠実なナスフに命を狙われワナにはめられてしまう。暴漢に囲まれ、絶体絶命の危機に陥るが…。                                     | 『交差する道』 母后ハンダンはデルヴィーシュを呼び出して大宰相就任を祝い、自分への慕情を決して他人に気づかれてはならないと念を押す。ところがその様子をある者がのぞき見していた。一方、キョセムはクリミア･ハン国の王子メフメト･ギライから先帝を毒殺したのは大宰相デルヴィーシュだと聞かされ、デルヴィーシュに疑問を抱き始めるが、そんな折、太皇太后サフィエに忠実なナスフに命を狙われワナにはめられてしまう。暴漢に囲まれ、絶体絶命の危機に陥るが…。                                     |
| 45   | 『2つの顔を持つ忠臣』 市中で命を狙われた皇帝妃キョセムは宦官ビュルビュルに太皇太后サフィエの陰の協力者の名前を言うように迫る。後宮宦官長ハジュは真珠離宮に落ちていた耳飾りが女官エイジャンの物だと確信を持つ。手紙で脅された母后ハンダンは、脅迫者の正体がキョセムだと思い込み、呼び出して釘を刺す。キョセムは大宰相デルヴィーシュの裏の顔を知るため、前後宮宦官長レイハンに会いに行く。幽閉されたサフィエの「乙女の塔」の護衛長に、ある人物が任命される。                             | 『2つの顔を持つ忠臣』 市中で命を狙われた皇帝妃キョセムは宦官ビュルビュルに太皇太后サフィエの陰の協力者の名前を言うように迫る。後宮宦官長ハジュは真珠離宮に落ちていた耳飾りが女官エイジャンの物だと確信を持つ。手紙で脅された母后ハンダンは、脅迫者の正体がキョセムだと思い込み、呼び出して釘を刺す。キョセムは大宰相デルヴィーシュの裏の顔を知るため、前後宮宦官長レイハンに会いに行く。幽閉されたサフィエの「乙女の塔」の護衛長に、ある人物が任命される。                             |
| 46   | 『帰ってきた皇女』 先帝妃ハリメが皇子ムスタファと面会していたことを知った母后ハンダンは、ハリメとキョセムの結託を疑い激怒。ハリメはハンダンと大宰相デルヴィーシュの秘密の関係をキョセムに明かし、見返りに皇子と会い続けられるようにしてほしいと頼む。キョセムは宦官長ハジュに２人の関係について明かすと、沈黙する代わりに協力を求め、先帝を殺したのがデルヴィーシュであることを告げる。一方、皇帝アフメトの招きである人物がやって来て、後宮に新たな風が吹き始める。                    | 『帰ってきた皇女』 先帝妃ハリメが皇子ムスタファと面会していたことを知った母后ハンダンは、ハリメとキョセムの結託を疑い激怒。ハリメはハンダンと大宰相デルヴィーシュの秘密の関係をキョセムに明かし、見返りに皇子と会い続けられるようにしてほしいと頼む。キョセムは宦官長ハジュに２人の関係について明かすと、沈黙する代わりに協力を求め、先帝を殺したのがデルヴィーシュであることを告げる。一方、皇帝アフメトの招きである人物がやって来て、後宮に新たな風が吹き始める。                    |
| 47   | 『緋色（ひいろ）の長衣（カフタン）』 ヒュマーシャー皇女が乙女の塔に幽閉された太皇太后サフィエを訪ねる。皇女は母親であるサフィエに過去の出来事からわだかまりを抱えていた。トプカプ宮殿では、宦官ビュルビュルのもとにセラハディンが訪ねてくる。皇帝妃キョセムから先帝殺しの話を聞きながらも半信半疑の宦官長ハジュは母后ハンダンに対してひと芝居を打つ。そんな中、キョセムの身に一大事が起こり…。追い詰められた大宰相デルヴィーシュは残された道は1つだとハンダンに告げる。                | 『緋色（ひいろ）の長衣（カフタン）』 ヒュマーシャー皇女が乙女の塔に幽閉された太皇太后サフィエを訪ねる。皇女は母親であるサフィエに過去の出来事からわだかまりを抱えていた。トプカプ宮殿では、宦官ビュルビュルのもとにセラハディンが訪ねてくる。皇帝妃キョセムから先帝殺しの話を聞きながらも半信半疑の宦官長ハジュは母后ハンダンに対してひと芝居を打つ。そんな中、キョセムの身に一大事が起こり…。追い詰められた大宰相デルヴィーシュは残された道は1つだとハンダンに告げる。                |
| 48   | 『口封じ』 大宰相デルヴィーシュの秘密を知る者が次々と襲われる。キョセムも胸のむかつきを訴え、毒を盛られたのではないかと疑われる。その頃、デルヴィーシュは皇帝アフメトをお忍びで町へ連れ出していたが、ひょんなことから皇帝に隠していた事実を知られてしまう。一方、宦官ビュルビュルは歩兵常備軍の兵士イスケンデルが太皇太后サフィエの皇子だったことを知る。その夜、キョセムは、母后ハンダンの前で「デルヴィーシュには秘密がある」とアフメトに告げ、ついにハンダンは…。                   | 『口封じ』 大宰相デルヴィーシュの秘密を知る者が次々と襲われる。キョセムも胸のむかつきを訴え、毒を盛られたのではないかと疑われる。その頃、デルヴィーシュは皇帝アフメトをお忍びで町へ連れ出していたが、ひょんなことから皇帝に隠していた事実を知られてしまう。一方、宦官ビュルビュルは歩兵常備軍の兵士イスケンデルが太皇太后サフィエの皇子だったことを知る。その夜、キョセムは、母后ハンダンの前で「デルヴィーシュには秘密がある」とアフメトに告げ、ついにハンダンは…。                   |
| 49   | 『父子のような絆』 皇帝アフメトは就寝中の大宰相デルヴィーシュのノドもとに刃を向ける。だが幼い日の思い出が頭をよぎり、刺すことをためらうのだった。思い詰めた様子のアフメトを心配した皇帝妃キョセムは吉報を告げ、元気づけようとする。宦官ビュルビュルは太皇太后サフィエへの手紙を皇女ヒュマーシャーに託す。手紙には行方不明の皇子の正体が書かれてあった。母后ハンダンはアフメトと狩りに出たデルヴィーシュが無事に戻ったことに安堵するが…。                                               | 『父子のような絆』 皇帝アフメトは就寝中の大宰相デルヴィーシュのノドもとに刃を向ける。だが幼い日の思い出が頭をよぎり、刺すことをためらうのだった。思い詰めた様子のアフメトを心配した皇帝妃キョセムは吉報を告げ、元気づけようとする。宦官ビュルビュルは太皇太后サフィエへの手紙を皇女ヒュマーシャーに託す。手紙には行方不明の皇子の正体が書かれてあった。母后ハンダンはアフメトと狩りに出たデルヴィーシュが無事に戻ったことに安堵するが…。                                               |
| 50   | 『最後の御前（ごぜん）会議』 皇帝アフメトは処刑に抵抗する大宰相デルヴィーシュに自ら手を下し、後任の大宰相を指名。デルヴィーシュの遺体を見送った母后ハンダンは部屋に閉じこもる。キョセムは先帝の妃ハリメに皇子ムスタファとの面会を条件にハンダンとデルヴィーシュの関係を内密にすることを合意させるが、その話を盗み聞きしていた者がいた。一方、宦官ビュルビュルが太皇太后サフィエに宛てた手紙を読んだ皇女ヒュマーシャーは、手紙の内容が真実なのかビュルビュルに問いただす。              | 『最後の御前（ごぜん）会議』 皇帝アフメトは処刑に抵抗する大宰相デルヴィーシュに自ら手を下し、後任の大宰相を指名。デルヴィーシュの遺体を見送った母后ハンダンは部屋に閉じこもる。キョセムは先帝の妃ハリメに皇子ムスタファとの面会を条件にハンダンとデルヴィーシュの関係を内密にすることを合意させるが、その話を盗み聞きしていた者がいた。一方、宦官ビュルビュルが太皇太后サフィエに宛てた手紙を読んだ皇女ヒュマーシャーは、手紙の内容が真実なのかビュルビュルに問いただす。              |
| 51   | 『罪深き慕情』 乙女の塔で太皇太后サフィエから脱獄の手引きを迫られた皇女ヒュマーシャーはサフィエの忠臣ナスフに勝手なマネをしないようクギを刺す。母后ハンダンとデルヴィーシュに男女の情があったことを聞いた皇帝アフメトは、皇帝妃キョセムに詰め寄るも、ハンダンに直接、問いただそうとする。宦官長ハジュはデルヴィーシュが処刑されてから部屋に籠もるハンダンを心配していた。一方、大宰相に任命されたクユジュ･ムラトは敵対していたサフィエを訪ねる。                                       | 『罪深き慕情』 乙女の塔で太皇太后サフィエから脱獄の手引きを迫られた皇女ヒュマーシャーはサフィエの忠臣ナスフに勝手なマネをしないようクギを刺す。母后ハンダンとデルヴィーシュに男女の情があったことを聞いた皇帝アフメトは、皇帝妃キョセムに詰め寄るも、ハンダンに直接、問いただそうとする。宦官長ハジュはデルヴィーシュが処刑されてから部屋に籠もるハンダンを心配していた。一方、大宰相に任命されたクユジュ･ムラトは敵対していたサフィエを訪ねる。                                       |
| 52   | 『癒えない心の傷』 皇帝アフメトは皇女ヒュマーシャーの勧めもあり、母ハンダンや忠臣デルヴィーシュの思い出が残るトプカプ宮殿を離れ、しばらくの間エディルネ宮殿で過ごすことに。しかし、エディルネでも放心の態が続いていた。キョセムは後を追おうとするが、母后の代わりに後宮を治めることとなったヒュマーシャーが外出を禁じる。キョセムは命令を無視してハジュと共にエディルネへ向かうが、急ぐあまり危険な近道を行き、途中で暴漢に襲われてしまう。                                            | 『癒えない心の傷』 皇帝アフメトは皇女ヒュマーシャーの勧めもあり、母ハンダンや忠臣デルヴィーシュの思い出が残るトプカプ宮殿を離れ、しばらくの間エディルネ宮殿で過ごすことに。しかし、エディルネでも放心の態が続いていた。キョセムは後を追おうとするが、母后の代わりに後宮を治めることとなったヒュマーシャーが外出を禁じる。キョセムは命令を無視してハジュと共にエディルネへ向かうが、急ぐあまり危険な近道を行き、途中で暴漢に襲われてしまう。                                            |
| 53   | 『仕組まれた災厄』後宮宦官長ハジュがトプカプ宮殿へ戻り、後宮の者たちに皇帝妃キョセムが拉致されたことを知らせる。皇帝アフメトは太皇太后サフィエのもとを訪れ、キョセムの行方を問い詰める。サフィエは事件への関与を否定するも、キョセム捜索に協力すると言い出す。一方、先帝の妃ハリメが皇子ムスタファが病気になったことを知る。ムスタファは食事を拒否してやつれていた。そんな中、ヒュマーシャー皇女の夫ハサンがエジプトから帝都へやってくる。                                             | 『仕組まれた災厄』後宮宦官長ハジュがトプカプ宮殿へ戻り、後宮の者たちに皇帝妃キョセムが拉致されたことを知らせる。皇帝アフメトは太皇太后サフィエのもとを訪れ、キョセムの行方を問い詰める。サフィエは事件への関与を否定するも、キョセム捜索に協力すると言い出す。一方、先帝の妃ハリメが皇子ムスタファが病気になったことを知る。ムスタファは食事を拒否してやつれていた。そんな中、ヒュマーシャー皇女の夫ハサンがエジプトから帝都へやってくる。                                             |
| 54   | 『キョセムの逆襲』 皇女ヒュマーシャーの計画が成功し、旧宮殿へ戻った太皇太后サフィエ。吉報も届き喜びを膨らませるが、届いたのは吉報だけではなかった。反乱者討伐の遠征が近づいたある日、皇帝アフメトは宰相らにモスク造営の計画を語る。しかし大宰相ムラトに、モスクは戦いで勝利してから作るものだと言われてしまう。一方、ヒュマーシャーは、エジプト州での不正をバラされたくなければ一緒に帰るよう、夫ハサンに迫られていた。夫が持つ不正の証拠を必死で捜すものの…。                         | 『キョセムの逆襲』 皇女ヒュマーシャーの計画が成功し、旧宮殿へ戻った太皇太后サフィエ。吉報も届き喜びを膨らませるが、届いたのは吉報だけではなかった。反乱者討伐の遠征が近づいたある日、皇帝アフメトは宰相らにモスク造営の計画を語る。しかし大宰相ムラトに、モスクは戦いで勝利してから作るものだと言われてしまう。一方、ヒュマーシャーは、エジプト州での不正をバラされたくなければ一緒に帰るよう、夫ハサンに迫られていた。夫が持つ不正の証拠を必死で捜すものの…。                         |
| 55   | 『母后の部屋の主』 後宮から皇女ヒュマーシャーをも排除することに成功した皇帝妃キョセムは、唯一の寵妃として権勢を強める。先帝の妃ハリメはそんなキョセムにすり寄り離宮に幽閉されている皇子ムスタファとの面会を求めるのだった。ムスタファは処刑人が来ることを恐れ、怯えて暮らす日々を送っていた。やがて月日は流れ、皇帝アフメトとキョセムは、たくさんの子をもうけ、大家族になっていた。そんな中、太皇太后サフィエの新たな計略が動き出す。                                                  | 『母后の部屋の主』 後宮から皇女ヒュマーシャーをも排除することに成功した皇帝妃キョセムは、唯一の寵妃として権勢を強める。先帝の妃ハリメはそんなキョセムにすり寄り離宮に幽閉されている皇子ムスタファとの面会を求めるのだった。ムスタファは処刑人が来ることを恐れ、怯えて暮らす日々を送っていた。やがて月日は流れ、皇帝アフメトとキョセムは、たくさんの子をもうけ、大家族になっていた。そんな中、太皇太后サフィエの新たな計略が動き出す。                                                  |
| 56   | 『皇帝への献上品』 断食明けの祭りに際し、皇帝アフメトが宴を催す。長年幽閉されていた弟皇子ムスタファも出席するが、外の世界に戸惑っていた。宴のあと、皇子オスマンは太皇太后サフィエに招かれ旧宮殿へ。それを知ったキョセムも旧宮殿へ乗り込む。アフメトは年長の皇子２人を初めての狩りに連れ出すが、その一方で、あることに悩まされていた。皇女ヒュマーシャーはサフィエの指示で、狩りに出たアフメトに贈るため、ある献上品の準備を始める。                                                    | 『皇帝への献上品』 断食明けの祭りに際し、皇帝アフメトが宴を催す。長年幽閉されていた弟皇子ムスタファも出席するが、外の世界に戸惑っていた。宴のあと、皇子オスマンは太皇太后サフィエに招かれ旧宮殿へ。それを知ったキョセムも旧宮殿へ乗り込む。アフメトは年長の皇子２人を初めての狩りに連れ出すが、その一方で、あることに悩まされていた。皇女ヒュマーシャーはサフィエの指示で、狩りに出たアフメトに贈るため、ある献上品の準備を始める。                                                    |
| 57   | 『鳥籠（カフェス）の皇子』 狩りに出た皇帝アフメトの天幕に皇女ヒュマーシャーから側女ヤーセミンが献上される。トプカプ宮殿でその報告を受けた皇帝妃キョセムは計略の臭いを嗅ぎ取り、側女の素性について調べさせる。一方、太皇太后サフィエの真の狙いが明らかに。アフメトは皇子ムスタファを後宮に戻す決断をする。先帝の妃ハリメらはムスタファの解放を喜ぶが、長年の幽閉生活はムスタファの心をむしばんでいた。そしてムスタファの病んだ心が大事件を引き起こす。                                  | 『鳥籠（カフェス）の皇子』 狩りに出た皇帝アフメトの天幕に皇女ヒュマーシャーから側女ヤーセミンが献上される。トプカプ宮殿でその報告を受けた皇帝妃キョセムは計略の臭いを嗅ぎ取り、側女の素性について調べさせる。一方、太皇太后サフィエの真の狙いが明らかに。アフメトは皇子ムスタファを後宮に戻す決断をする。先帝の妃ハリメらはムスタファの解放を喜ぶが、長年の幽閉生活はムスタファの心をむしばんでいた。そしてムスタファの病んだ心が大事件を引き起こす。                                  |
| 58   | 『血脈の秘密』 ある日、皇女ヒュマーシャーと小姓頭イスケンデルの仲を疑ったズルフィカールが逆上。ヒュマーシャーは誤解を解かなければならなくなる。皇帝アフメトは胃痛が悪化していたが、側女ヤーセミンを再び寝所に呼ぶ。一方、皇帝妃キョセムにはクリミア･ハン国の王子メフメト･ギライから、アフメトを玉座から降ろそうとする動きがあることが告げられていた。皇子オスマンは町へ散策に出た折、奴隷市場で虐待されていた娘を助け、宮殿へ連れて帰ることに。                                        | 『血脈の秘密』 ある日、皇女ヒュマーシャーと小姓頭イスケンデルの仲を疑ったズルフィカールが逆上。ヒュマーシャーは誤解を解かなければならなくなる。皇帝アフメトは胃痛が悪化していたが、側女ヤーセミンを再び寝所に呼ぶ。一方、皇帝妃キョセムにはクリミア･ハン国の王子メフメト･ギライから、アフメトを玉座から降ろそうとする動きがあることが告げられていた。皇子オスマンは町へ散策に出た折、奴隷市場で虐待されていた娘を助け、宮殿へ連れて帰ることに。                                        |
| 59   | 『不穏な密告』 玉座を巡る不穏なウワサを聞いた皇帝妃キョセムはズルフィカールにその真偽を調べさせることに。皇帝アフメトに薬を処方した医師はアフメトの胃痛が一向に治まらないことに首をかしげていた。皇女ディルルバは母ハリメのお膳立てで未来の婿候補の大宰相のハリルにしぶしぶ会う。イスケンデルが皇子だと知ったズルフィカールは思い切った行動に出る。キョセムはアフメトの不調を知り、側女ヤーセミンが皇帝への刺客ではないかと疑う。                                                      | 『不穏な密告』 玉座を巡る不穏なウワサを聞いた皇帝妃キョセムはズルフィカールにその真偽を調べさせることに。皇帝アフメトに薬を処方した医師はアフメトの胃痛が一向に治まらないことに首をかしげていた。皇女ディルルバは母ハリメのお膳立てで未来の婿候補の大宰相のハリルにしぶしぶ会う。イスケンデルが皇子だと知ったズルフィカールは思い切った行動に出る。キョセムはアフメトの不調を知り、側女ヤーセミンが皇帝への刺客ではないかと疑う。                                                      |
| 60   | 『軋轢（あつれき）』 皇女ディルルバは宰相ダヴドに思いを告げられ、自分にとって誰と結婚することが得策か考え始める。皇帝アフメトは皇子たちと弟ムスタファを引き合わせるが、見えない相手と会話するムスタファに皇子たちは戸惑う。キョセムはメフメトの恋心を知らず、側女メレキシマをオスマンのもとへ送る。一方、側女ヤーセミンが刺客だったことを知ったヒュマーシャーは母サフィエに激怒。ヤーセミンの告げ口により、キョセムの厳しい尋問が皇帝アフメトの知るところとなり…。                     | 『軋轢（あつれき）』 皇女ディルルバは宰相ダヴドに思いを告げられ、自分にとって誰と結婚することが得策か考え始める。皇帝アフメトは皇子たちと弟ムスタファを引き合わせるが、見えない相手と会話するムスタファに皇子たちは戸惑う。キョセムはメフメトの恋心を知らず、側女メレキシマをオスマンのもとへ送る。一方、側女ヤーセミンが刺客だったことを知ったヒュマーシャーは母サフィエに激怒。ヤーセミンの告げ口により、キョセムの厳しい尋問が皇帝アフメトの知るところとなり…。                     |
| 61   | 『明かされる素性』 皇帝妃キョセムは、後宮出納官ジェンネトが皇帝アフメトに側女ヤーセミンへの尋問について話したことに腹を立てていた。ジェンネトはキョセムに出納官の職の解任を願い出る。キョセムは側女ヤーセミンが皇帝に毒を盛った反逆者だと確信し、ハジュにある命令を下す。アフメトのモスクが完成し、初めての礼拝が行われる。近侍頭ズルフィカールは、アフメトの玉座を守るため、サフィエの息子イスケンデルをへき地へ赴任させることを考える。                                              | 『明かされる素性』 皇帝妃キョセムは、後宮出納官ジェンネトが皇帝アフメトに側女ヤーセミンへの尋問について話したことに腹を立てていた。ジェンネトはキョセムに出納官の職の解任を願い出る。キョセムは側女ヤーセミンが皇帝に毒を盛った反逆者だと確信し、ハジュにある命令を下す。アフメトのモスクが完成し、初めての礼拝が行われる。近侍頭ズルフィカールは、アフメトの玉座を守るため、サフィエの息子イスケンデルをへき地へ赴任させることを考える。                                              |
| 62   | 『イスケンデルの苦悩』 皇子オスマンとメフメトの仲は兵舎での一件を経てさらに悪化していた。皇女ディルルバはある目的のため、誰にも告げずに宮殿の外へ出かける。太皇太后サフィエは息子イスケンデルを帝都から遠ざけようとする近侍頭ズルフィカールを敵視。排除しようと考える。ズルフィカールは玉座を狙う者がいるという情報を探るため、クリミア･ハン国の王子メフメト･ギライに教えられた男に会いに行く。サフィエを亡き者にするようキョセムに命じられたイスケンデルは苦悩の末…。                 | 『イスケンデルの苦悩』 皇子オスマンとメフメトの仲は兵舎での一件を経てさらに悪化していた。皇女ディルルバはある目的のため、誰にも告げずに宮殿の外へ出かける。太皇太后サフィエは息子イスケンデルを帝都から遠ざけようとする近侍頭ズルフィカールを敵視。排除しようと考える。ズルフィカールは玉座を狙う者がいるという情報を探るため、クリミア･ハン国の王子メフメト･ギライに教えられた男に会いに行く。サフィエを亡き者にするようキョセムに命じられたイスケンデルは苦悩の末…。                 |
| 63   | 『母の思い』 皇帝妃キョセムは日々、険悪になっていく皇子オスマンとメフメトの仲を心配し、皇帝アフメトに兄弟殺しの慣例の廃止を進言する。一方、オスマンは自分が地方へ軍政官として赴任して帝都を離れたほうがいいのではないかと考えていた。旧宮殿で太皇太后サフィエを殺害するため寝所に忍び込んだ小姓頭イスケンデルは、実行できず、その場を立ち去ろうとする。だが、その時、サフィエに呼び止められ…。皇帝アフメトの胃痛の症状は深刻さを増していた。                                           | 『母の思い』 皇帝妃キョセムは日々、険悪になっていく皇子オスマンとメフメトの仲を心配し、皇帝アフメトに兄弟殺しの慣例の廃止を進言する。一方、オスマンは自分が地方へ軍政官として赴任して帝都を離れたほうがいいのではないかと考えていた。旧宮殿で太皇太后サフィエを殺害するため寝所に忍び込んだ小姓頭イスケンデルは、実行できず、その場を立ち去ろうとする。だが、その時、サフィエに呼び止められ…。皇帝アフメトの胃痛の症状は深刻さを増していた。                                           |
| 64   | 『神への祈り』 小姓頭イスケンデルが太皇太后サフィエの息子であることを知ったキョセム。イスケンデルを帝都から遠ざけ守ろうとするが、彼はすでに真実を知っており、それを悟ったキョセムは皇帝アフメトの玉座を守るための行動に出る。イスケンデルのもとには衛兵が送られるが、その裏でサフィエや皇女ヒュマーシャーはイスケンデルを逃がそうとしていた。一方、アフメトの病状はさらに悪化。キョセムには「病を克服する」と語ったアフメトだったが…。                                                 | 『神への祈り』 小姓頭イスケンデルが太皇太后サフィエの息子であることを知ったキョセム。イスケンデルを帝都から遠ざけ守ろうとするが、彼はすでに真実を知っており、それを悟ったキョセムは皇帝アフメトの玉座を守るための行動に出る。イスケンデルのもとには衛兵が送られるが、その裏でサフィエや皇女ヒュマーシャーはイスケンデルを逃がそうとしていた。一方、アフメトの病状はさらに悪化。キョセムには「病を克服する」と語ったアフメトだったが…。                                                 |
| 65   | 『玉座を脅かす者』 小姓頭イスケンデルが皇帝アフメトのもとへ連行される。イスケンデルは、自分の出自は最近まで知らなかったと弁明するのだった。皇女ヒュマーシャーと太皇太后サフィエはイスケンデルの命を救うためトプカプ宮殿へと馬車を走らせる。サフィエはアフメトに会うまで動かないと宮殿の門の前に座り込むが、キョセムは、今後イスケンデルがアフメトや皇子たちの脅威になることを恐れていた。一方、皇女ディルルバの結婚について御前会議で正式に発表される。                                | 『玉座を脅かす者』 小姓頭イスケンデルが皇帝アフメトのもとへ連行される。イスケンデルは、自分の出自は最近まで知らなかったと弁明するのだった。皇女ヒュマーシャーと太皇太后サフィエはイスケンデルの命を救うためトプカプ宮殿へと馬車を走らせる。サフィエはアフメトに会うまで動かないと宮殿の門の前に座り込むが、キョセムは、今後イスケンデルがアフメトや皇子たちの脅威になることを恐れていた。一方、皇女ディルルバの結婚について御前会議で正式に発表される。                                |
| 66   | 『ただ１つの裏切り』 皇女ディルルバは宰相ダヴドと正式に夫婦となる。皇子ムスタファは薬を嫌がり、母ハリメが飲ませてもこっそり吐き出すように。皇子オスマンは県への赴任を希望していたが、却下されたことでキョセムに不満を抱き始める。皇帝アフメトは死期が近いことを近侍頭ズルフィカールに告白し、あとのことを頼む。そして幽閉していた皇子イスケンデルを許し、モラ県へ軍政官として赴任するよう命じる。モラ県まではズルフィカールが同行することになるが…。                                   | 『ただ１つの裏切り』 皇女ディルルバは宰相ダヴドと正式に夫婦となる。皇子ムスタファは薬を嫌がり、母ハリメが飲ませてもこっそり吐き出すように。皇子オスマンは県への赴任を希望していたが、却下されたことでキョセムに不満を抱き始める。皇帝アフメトは死期が近いことを近侍頭ズルフィカールに告白し、あとのことを頼む。そして幽閉していた皇子イスケンデルを許し、モラ県へ軍政官として赴任するよう命じる。モラ県まではズルフィカールが同行することになるが…。                                   |
| 67   | 『託された夢』 皇帝妃キョセムは皇帝アフメトに皇子オスマンが県への赴任を望んでおり、そのことでまた皇子メフメトと争いになったことを話す。兄弟の不和に心を痛めたアフメトは２人に兄弟の大切さを説き、それぞれに馬を贈るのだった。太皇太后サフィエは我が子イスケンデルの墓を訪れ、我が子の命を奪ったアフメトを呪う。アフメトはキョセムに秘密の贈り物を用意する。キョセムはその贈り物を心から喜ぶが、幸せもつかの間、大きな不幸に見舞われる。                                                | 『託された夢』 皇帝妃キョセムは皇帝アフメトに皇子オスマンが県への赴任を望んでおり、そのことでまた皇子メフメトと争いになったことを話す。兄弟の不和に心を痛めたアフメトは２人に兄弟の大切さを説き、それぞれに馬を贈るのだった。太皇太后サフィエは我が子イスケンデルの墓を訪れ、我が子の命を奪ったアフメトを呪う。アフメトはキョセムに秘密の贈り物を用意する。キョセムはその贈り物を心から喜ぶが、幸せもつかの間、大きな不幸に見舞われる。                                                |
| 68   | 『皇位の継承』 皇帝アフメトが息を引き取り、キョセムは息子たちを守るために皇位継承の原則を変えようとする。息子たちの身の安全とキョセムのトプカプ宮殿残留を条件に、先帝の妃ハリメに皇子ムスタファを玉座に就けることを提案する。ハリメは条件をのもうとするが、ハリメの娘ディルルバは異なる意見を口にする。一方、アフメトの長子オスマンは、自分が玉座に就けないことを不満に思いキョセムに反発。後宮出納官ジェンネトの助言で宮殿を離れることにするが…。                                     | 『皇位の継承』 皇帝アフメトが息を引き取り、キョセムは息子たちを守るために皇位継承の原則を変えようとする。息子たちの身の安全とキョセムのトプカプ宮殿残留を条件に、先帝の妃ハリメに皇子ムスタファを玉座に就けることを提案する。ハリメは条件をのもうとするが、ハリメの娘ディルルバは異なる意見を口にする。一方、アフメトの長子オスマンは、自分が玉座に就けないことを不満に思いキョセムに反発。後宮出納官ジェンネトの助言で宮殿を離れることにするが…。                                     |
| 69   | 『心を病んだ皇帝』 亡き皇帝アフメトの弟ムスタファの即位の儀が始まる。先帝の息子ではなく兄弟が即位したのは、帝国史上初めてのことであった。正義の塔から母ハリメと姉ディルルバが見守る中、玉座に座っていたムスタファがおもむろに奇行を始める。一方、キョセムの条件をのんで母后の座を手に入れたハリメだったが、取引を無効とし、キョセムや子供たちに過酷な命令を下す。宮殿の混乱にキョセムを支持する歩兵常備軍も門に押し寄せ、新たな治世は波乱の幕開けとなる。                              | 『心を病んだ皇帝』 亡き皇帝アフメトの弟ムスタファの即位の儀が始まる。先帝の息子ではなく兄弟が即位したのは、帝国史上初めてのことであった。正義の塔から母ハリメと姉ディルルバが見守る中、玉座に座っていたムスタファがおもむろに奇行を始める。一方、キョセムの条件をのんで母后の座を手に入れたハリメだったが、取引を無効とし、キョセムや子供たちに過酷な命令を下す。宮殿の混乱にキョセムを支持する歩兵常備軍も門に押し寄せ、新たな治世は波乱の幕開けとなる。                              |
| 70   | 『母后の専断』 皇子オスマンとメフメトは、幽閉された部屋の中でも口論が絶えない。オスマンは幽閉に我慢ならずに逃げ出すも、捕らえられて宮殿の牢に入れられてしまう。キョセムは大宰相やイスラムの長老らとオスマンを玉座に就けるための道筋を協議するが、その帰り際、何者かに命を狙われる。皇子らの身を案じて後宮へ赴くが、母后ハリメらの策略による、ある人物の証言で窮地に陥ってしまう。一方、近侍頭ズルフィカールは、ひそかに意外な人物と面会していた。                                      | 『母后の専断』 皇子オスマンとメフメトは、幽閉された部屋の中でも口論が絶えない。オスマンは幽閉に我慢ならずに逃げ出すも、捕らえられて宮殿の牢に入れられてしまう。キョセムは大宰相やイスラムの長老らとオスマンを玉座に就けるための道筋を協議するが、その帰り際、何者かに命を狙われる。皇子らの身を案じて後宮へ赴くが、母后ハリメらの策略による、ある人物の証言で窮地に陥ってしまう。一方、近侍頭ズルフィカールは、ひそかに意外な人物と面会していた。                                      |
| 71   | 『裏切りか 忠誠か』 太皇太后サフィエが乗る馬車が突然、停止する。馬車の行く手を阻んだのは思いがけない人物だった。一方、トプカプ宮殿には先帝の妃キョセムの乙女の塔への収監を阻止すべく歩兵常備軍の兵士らが集結。イスラムの長老エサトと大宰相ハリルは母后ハリメにキョセムの解放と皇子オスマンを牢から出すことを掛け合う。金曜礼拝に向かう皇帝ムスタファは幻覚を見て怯えて逃げ出し、街中へ迷い込む。キョセムはオスマンを玉座に就けるべく行動を開始する。                                   | 『裏切りか 忠誠か』 太皇太后サフィエが乗る馬車が突然、停止する。馬車の行く手を阻んだのは思いがけない人物だった。一方、トプカプ宮殿には先帝の妃キョセムの乙女の塔への収監を阻止すべく歩兵常備軍の兵士らが集結。イスラムの長老エサトと大宰相ハリルは母后ハリメにキョセムの解放と皇子オスマンを牢から出すことを掛け合う。金曜礼拝に向かう皇帝ムスタファは幻覚を見て怯えて逃げ出し、街中へ迷い込む。キョセムはオスマンを玉座に就けるべく行動を開始する。                                   |
| 72   | 『俸給（ウルフェ）の儀の前夜』 皇子イスケンデルは自ら玉座を奪うべく、クリミア・ハン国の王子メフメト・ギライと手を結ぶことに。母后ハリメは皇帝ムスタファが廃位させられることを危惧し、皇子たちを処刑するため太皇太后サフィエに協力を仰ぐ。サフィエはこの機会を息子イスケンデルのために利用できると考え、ハリメに協力することに。一方、キョセムたちもハリメの暴挙を防ごうと、ハリメの娘ディルルバを人質に取っていた。ところが、ハリメは残酷な決断を下し…。                               | 『俸給（ウルフェ）の儀の前夜』 皇子イスケンデルは自ら玉座を奪うべく、クリミア・ハン国の王子メフメト・ギライと手を結ぶことに。母后ハリメは皇帝ムスタファが廃位させられることを危惧し、皇子たちを処刑するため太皇太后サフィエに協力を仰ぐ。サフィエはこの機会を息子イスケンデルのために利用できると考え、ハリメに協力することに。一方、キョセムたちもハリメの暴挙を防ごうと、ハリメの娘ディルルバを人質に取っていた。ところが、ハリメは残酷な決断を下し…。                               |
| 73   | 『母の心 子知らず』 キョセムの皇子たちに処刑人が送られ、今にもくびり殺されようとしていた。旧宮殿から駆けつけたキョセムは、皇子たちはどこにいるのかと母后ハリメに詰め寄る。だが、ハリメは手遅れだと非情に言い放つのだった。一方、実の母親サフィエとの再会を果たした皇子イスケンデルは、過去と決別し、自分の権利である聖なる玉座に就くことを心に決める。そんな中、新たな脅威が…。帝国は黒海北岸の武装した自由民コサックの襲撃に悩まされていた。                                          | 『母の心 子知らず』 キョセムの皇子たちに処刑人が送られ、今にもくびり殺されようとしていた。旧宮殿から駆けつけたキョセムは、皇子たちはどこにいるのかと母后ハリメに詰め寄る。だが、ハリメは手遅れだと非情に言い放つのだった。一方、実の母親サフィエとの再会を果たした皇子イスケンデルは、過去と決別し、自分の権利である聖なる玉座に就くことを心に決める。そんな中、新たな脅威が…。帝国は黒海北岸の武装した自由民コサックの襲撃に悩まされていた。                                          |
| 74   | 『若き皇帝の矜持（きょうじ）』 皇帝オスマンの治世になり３年。旧宮殿で暮らすキョセムは慈善活動に精を出していたが、ある夜、雑踏の中に思いがけない人物の姿を見る。同じ旧宮殿暮らしの妃たち、サフィエやハリメは相変わらず玉座を狙い機会をうかがっていた。一方、オスマンには皇子が誕生。信頼する師父の名「オメル」が授けられる。オスマンは皇帝の権威を高めるべくポーランドへの親征を宣言するが、これを懸念したキョセムや高官たちが特別会議を開催。しかし、これがオスマンの耳に入り…。       | 『若き皇帝の矜持（きょうじ）』 皇帝オスマンの治世になり３年。旧宮殿で暮らすキョセムは慈善活動に精を出していたが、ある夜、雑踏の中に思いがけない人物の姿を見る。同じ旧宮殿暮らしの妃たち、サフィエやハリメは相変わらず玉座を狙い機会をうかがっていた。一方、オスマンには皇子が誕生。信頼する師父の名「オメル」が授けられる。オスマンは皇帝の権威を高めるべくポーランドへの親征を宣言するが、これを懸念したキョセムや高官たちが特別会議を開催。しかし、これがオスマンの耳に入り…。       |
| 75   | 『キョセムの涙』 キョセムが招集した特別会議への参加者はそれぞれが罰せられ、キョセム陣営の力がそがれていた。師父オメルは皇帝オスマンのそばでキョセムへの不信感をあおり、オスマンは父帝アフメトの死後に変わった皇位継承の順をもとに戻し、いにしえの法に従って帝国を統治すると宣告。そんな中、皇女アイシェのもとにオスマンが皇子メフメトに対して処刑命令を出したというキョセムからの警告の手紙が届く。冷静さを欠いたメフメトの行動が大きな騒動へと発展する。                              | 『キョセムの涙』 キョセムが招集した特別会議への参加者はそれぞれが罰せられ、キョセム陣営の力がそがれていた。師父オメルは皇帝オスマンのそばでキョセムへの不信感をあおり、オスマンは父帝アフメトの死後に変わった皇位継承の順をもとに戻し、いにしえの法に従って帝国を統治すると宣告。そんな中、皇女アイシェのもとにオスマンが皇子メフメトに対して処刑命令を出したというキョセムからの警告の手紙が届く。冷静さを欠いたメフメトの行動が大きな騒動へと発展する。                              |
| 76   | 『呪われた冬』 ルメリ軍法官から宗教的見解を得た皇帝オスマンは、ついに心を決める。キョセムはメフメトの処刑を止めようと、必死の思いで宮殿へ向かうが…。その冬、帝都には雪が降り続け、ボスポラス海峡が凍りつくほどの厳冬に。オスマンに神が与えた罰だとウワサする者もいた。後日、霊廟で鉢合わせたオスマンに、キョセムは厳しい言葉を投げつける。一方その頃、サフィエは皇子イスケンデルと密会していた。するとそこに、ヒュマーシャーに連れられ意外な人物が現れる。                             | 『呪われた冬』 ルメリ軍法官から宗教的見解を得た皇帝オスマンは、ついに心を決める。キョセムはメフメトの処刑を止めようと、必死の思いで宮殿へ向かうが…。その冬、帝都には雪が降り続け、ボスポラス海峡が凍りつくほどの厳冬に。オスマンに神が与えた罰だとウワサする者もいた。後日、霊廟で鉢合わせたオスマンに、キョセムは厳しい言葉を投げつける。一方その頃、サフィエは皇子イスケンデルと密会していた。するとそこに、ヒュマーシャーに連れられ意外な人物が現れる。                             |
| 77   | 『長老の娘』 民は飢えと寒さで困窮を極めていた。キョセムは救貧院で炊き出しを行い、民を支援する。皇帝オスマンもお忍びで視察を行い、民の悲惨な状況を目の当たりにしていた。そんな中、エジプト州へ追放されたはずの宦官ハジュがキョセムの所へ帰ってくる。一方、先帝の母ハリメは、キョセムから皇子イスケンデルの生存を聞き、宰相ダヴドに真相を調べさせる。メフメト皇子の処刑でイスラム法学者らの反感を買ったオスマンは支持者を増やすべく奥の手を使う。                                        | 『長老の娘』 民は飢えと寒さで困窮を極めていた。キョセムは救貧院で炊き出しを行い、民を支援する。皇帝オスマンもお忍びで視察を行い、民の悲惨な状況を目の当たりにしていた。そんな中、エジプト州へ追放されたはずの宦官ハジュがキョセムの所へ帰ってくる。一方、先帝の母ハリメは、キョセムから皇子イスケンデルの生存を聞き、宰相ダヴドに真相を調べさせる。メフメト皇子の処刑でイスラム法学者らの反感を買ったオスマンは支持者を増やすべく奥の手を使う。                                        |
| 78   | 『皇帝オスマンの親征』 皇女ディルルバとその夫ダヴドに拉致されたサフィエをズルフィカールが救う。サフィエの信用を得たズルフィカールはイスケンデルを逃がす役を任され、故ムラト皇帝の刀の入った箱を持たせ、イスケンデルを船に乗せる。イスケンデルはズルフィカールに感謝し旅立つが…。一方、遠征先では戦果が上がらず皇帝オスマンはイラだっていた。指揮官たちは歩兵常備軍兵士の怠慢を理由に挙げるが、兵士たちもまた、指揮官の態度や仲間を失う一方の状況に不満を募らせていた。                 | 『皇帝オスマンの親征』 皇女ディルルバとその夫ダヴドに拉致されたサフィエをズルフィカールが救う。サフィエの信用を得たズルフィカールはイスケンデルを逃がす役を任され、故ムラト皇帝の刀の入った箱を持たせ、イスケンデルを船に乗せる。イスケンデルはズルフィカールに感謝し旅立つが…。一方、遠征先では戦果が上がらず皇帝オスマンはイラだっていた。指揮官たちは歩兵常備軍兵士の怠慢を理由に挙げるが、兵士たちもまた、指揮官の態度や仲間を失う一方の状況に不満を募らせていた。                 |
| 79   | 『後宮に帰ったサフィエ妃』 久々にトプカプ宮殿を訪れた皇帝の曽祖母サフィエは母后の部屋でキョセムにこれまでの人生を語る。だが、徐々にサフィエの息が苦しくなっていき…。ポーランド遠征の野営地ではポーランド王が和平を望んでいることを知った高官らが皇帝オスマンに和平を受け入れることを勧めていた。その後、和平を結び帝都に凱旋したオスマンはキョセムとハリメの追放を決め、さらにはメッカ巡礼に赴くと言い出す。高官たちは戸惑うが、そんな中、中庭で大変な事件が起こる。                   | 『後宮に帰ったサフィエ妃』 久々にトプカプ宮殿を訪れた皇帝の曽祖母サフィエは母后の部屋でキョセムにこれまでの人生を語る。だが、徐々にサフィエの息が苦しくなっていき…。ポーランド遠征の野営地ではポーランド王が和平を望んでいることを知った高官らが皇帝オスマンに和平を受け入れることを勧めていた。その後、和平を結び帝都に凱旋したオスマンはキョセムとハリメの追放を決め、さらにはメッカ巡礼に赴くと言い出す。高官たちは戸惑うが、そんな中、中庭で大変な事件が起こる。                   |
| 80   | 『歩兵常備軍（イェニチェリ）の反乱』新たな軍の創設を決めた皇帝オスマンは、準備を進めてユスキュダルに渡る。キョセムは師父ら取り巻きがオスマンを誤った道へ導いているとして、ある決断を下す。一方、宰相ダヴドは65番部隊隊長のマンスールにオスマンの計画を暴露。反抗心に火をつけ反乱を起こさせる。街へ出た兵士たちは暴徒化。事態を知ったオスマンは宮殿へ戻ることに。その頃、宮殿は危険だと判断した女官長ジェンネトが皇子たちを避難させる。皇子たちは宦官ビュルビュルと旧宮殿へ向かうが…。  | 『歩兵常備軍（イェニチェリ）の反乱』新たな軍の創設を決めた皇帝オスマンは、準備を進めてユスキュダルに渡る。キョセムは師父ら取り巻きがオスマンを誤った道へ導いているとして、ある決断を下す。一方、宰相ダヴドは65番部隊隊長のマンスールにオスマンの計画を暴露。反抗心に火をつけ反乱を起こさせる。街へ出た兵士たちは暴徒化。事態を知ったオスマンは宮殿へ戻ることに。その頃、宮殿は危険だと判断した女官長ジェンネトが皇子たちを避難させる。皇子たちは宦官ビュルビュルと旧宮殿へ向かうが…。  |
| 81   | 『玉座の危機』 歩兵常備軍と民が起こした反乱の鎮静化を図るため、イスラムの長老が率いるイスラム法学者らの代表団が皇帝オスマンに直訴。宮殿の外では、ムラトら４人の皇子が略奪と破壊で荒れた帝都をさまよっていた。そこへ皇女ディルルバの命令を受けた兵士キリンディルが現れ…。オスマンへの怒りを爆発させた反乱者たちは“ムスタファ皇帝”と口々に叫びながら宮殿の中へ。身の危険を感じて宮殿からの脱出を試みるオスマンたちに追っ手が迫る。                                                       | 『玉座の危機』 歩兵常備軍と民が起こした反乱の鎮静化を図るため、イスラムの長老が率いるイスラム法学者らの代表団が皇帝オスマンに直訴。宮殿の外では、ムラトら４人の皇子が略奪と破壊で荒れた帝都をさまよっていた。そこへ皇女ディルルバの命令を受けた兵士キリンディルが現れ…。オスマンへの怒りを爆発させた反乱者たちは“ムスタファ皇帝”と口々に叫びながら宮殿の中へ。身の危険を感じて宮殿からの脱出を試みるオスマンたちに追っ手が迫る。                                                       |
| 82   | 『オスマンの後悔』 宰相ダヴドはムスタファの復位にイスラムの長老らの支持を得ようとするが失敗。復位させざるを得ない状況に持ち込もうと、オスマンも皇子たちも亡き者にしてしまおうと画策する。一方、皇帝オスマンは歩兵常備軍の長官公邸に避難。事態の収拾にキョセムも介入し、将校たちとの交渉のため近侍頭ズルフィカールと長官アリを兵舎へ送る。しかし65番部隊隊長のマンスールに挑発され、長官は思わずオスマンが長官公邸に避難していることを口にしてしまう。                                  | 『オスマンの後悔』 宰相ダヴドはムスタファの復位にイスラムの長老らの支持を得ようとするが失敗。復位させざるを得ない状況に持ち込もうと、オスマンも皇子たちも亡き者にしてしまおうと画策する。一方、皇帝オスマンは歩兵常備軍の長官公邸に避難。事態の収拾にキョセムも介入し、将校たちとの交渉のため近侍頭ズルフィカールと長官アリを兵舎へ送る。しかし65番部隊隊長のマンスールに挑発され、長官は思わずオスマンが長官公邸に避難していることを口にしてしまう。                                  |
| 83   | 『裸の皇帝』 歩兵常備軍の長官公邸から引き出された皇帝オスマンは民や軍団から侮辱のかぎりを受け、兵舎まで市中を引き回される。キョセムはオスマンの哀れな姿を見てハリメたちの非道な仕打ちに憤るが、４人の幼い皇子たちの命と引き換えに、ムスタファの復位を認めることに。だが、幽閉で精神を病んだムスタファは歩兵常備軍の前で奇妙な行動を取る。キョセムは皇子たちが閉じ込められている小屋へ向かうが、火事で焼けた小屋を見てがく然とする。                                                    | 『裸の皇帝』 歩兵常備軍の長官公邸から引き出された皇帝オスマンは民や軍団から侮辱のかぎりを受け、兵舎まで市中を引き回される。キョセムはオスマンの哀れな姿を見てハリメたちの非道な仕打ちに憤るが、４人の幼い皇子たちの命と引き換えに、ムスタファの復位を認めることに。だが、幽閉で精神を病んだムスタファは歩兵常備軍の前で奇妙な行動を取る。キョセムは皇子たちが閉じ込められている小屋へ向かうが、火事で焼けた小屋を見てがく然とする。                                                    |
| 84   | 『血にまみれた玉座』 キョセムが皇子たちの待つ隊商宿へ向かっている頃、皇女ヒュマーシャーは先帝オスマンの皇子を守ろうと、妃アーキレと皇子を連れて港へ向かっていた。大宰相となったダヴドは皇帝ムスタファの命令だとオスマンをイェディクレの牢に連行。皇子ムラトはオスマンが荷馬車に載せられ民や軍団員から罵声を浴びせられる様子を目撃してがく然とする。皇子たちと無事再会を果たしたキョセムはムラトからオスマンのことを聞き、急いでイェディクレの牢へ向かうが…。                           | 『血にまみれた玉座』 キョセムが皇子たちの待つ隊商宿へ向かっている頃、皇女ヒュマーシャーは先帝オスマンの皇子を守ろうと、妃アーキレと皇子を連れて港へ向かっていた。大宰相となったダヴドは皇帝ムスタファの命令だとオスマンをイェディクレの牢に連行。皇子ムラトはオスマンが荷馬車に載せられ民や軍団員から罵声を浴びせられる様子を目撃してがく然とする。皇子たちと無事再会を果たしたキョセムはムラトからオスマンのことを聞き、急いでイェディクレの牢へ向かうが…。                           |

### シーズン2
| 話数 | サブタイトル・あらすじ |
| ---- | --- |
| 1    | 『波乱の幕開け』 1623年、オスマン帝国に第17代皇帝として11歳で君臨した皇帝ムラト。治世前半は、母后キョセムが幼い皇帝に代わり摂政として国政を取り仕切っていた。だが、1632年、ムラトが青年になった時、不満を募らせた騎士隊の兵士らが高官の首を求めて騒擾を起こす。ムラトは、騎士隊の要求を聞くべきだと忠言するキョセムに反発し、世界皇帝として毅然と対峙する道を選ぶのだった。ムラトは大いなる決意を持って反乱の鎮圧に乗り出す。                                                 |
| 2    | 『王女ファリア』 皇帝ムラトは騎士隊に反乱を起こさせた大宰相トパルを処刑。ムラトの姉でトパルの妻、皇女ゲヴヘルハンは激しく動揺する。母后キョセムはムラトの独断をとがめるが、兄弟の中にはムラトを支持する者もいた。その頃、帝都の港に一隻の船が到着する。命を狙われ庇護を求めてやってきたトランシルバニア公国の王女ファリアだった。ところがファリアは到着早々、衛兵のふりをした者たちに襲われる。彼らはファリアが持っている、あるものを奪おうとしていた。                       |
| 3    | 『絶対権力者への道』 後宮は船で帝国に現れた王女のウワサでもちきりだった。母后キョセムは皇帝妃アイシェに皇帝ムラトに関することはすべて把握するように命じる。一方、ベネチアとフランスの使節が来訪。ムラトに王女は人殺しだと告げる。そんな中、キョセムは皇帝に隠れて騎士隊の者たちに会い、摂政として騎士隊の要求を満たすことを約束。だが、キョセムの動向はムラトに筒抜けだった。絶対的な権力を握ることが重要だと気づいたムラトは、ある勅命を出す                                 |
| 4    | 『母后への勅命』 母后キョセムの摂政解任を皆のいる前で発表させた皇帝ムラト。キョセムは敵にもされなかったことを息子にされたと激怒する。ムラトは歩兵常備軍、騎士隊、イスラム法学者、民を集めて御前会議を開催。セリム1世が手に入れたコーランを手に、君主に従うことがイスラムの道だと説く。しかし弟たちはムラトの行動に不安を抱き始める。一方、国璽尚書シナンはカトリックの司祭らと密会。ファリア王女が引き渡されない場合には、選択肢は１つだと告げる。                            |
| 5    | 『キリスト教世界の陰謀』 皇帝ムラトから、ある書簡を託され、その解読を進めていた発明家ヘザルフェンは誤ってブドウ酒こぼした箇所に文字が現れていることに気づく。ひょんなことから解読に成功したムラトたちはキリスト教世界のたくらみを知るのだった。ムラトは側近の中にも反逆者が潜んでいるということを知り、愕然とする。一方、皇帝妃アイシェはムラトとトランシルバニア王女ファリアの急接近に気をもんでいた。ファリアはムラトに、ある要求をする。                                   |
| 6    | 『おとぎの国の宴（うたげ）』 皇帝ムラトは敵の襲撃により船を失ったトランシルバニアの王女ファリアを宮殿に招く。ムラトは問題の解決まで数週間、帝都に滞在するようファリアに告げるが、ファリアは母のために一刻も早く戻りたいと主張。すると捕虜なのだから従うようムラトに言われ、その言葉に憤慨したファリアは自分を女奴隷にする気なのかと詰め寄る。一方、処刑されたトパル前大宰相が愛人に住まわせていた家を捜索した太刀持ちムスタファは、そこであるものを発見する。                 |
| 7    | 『逆徒の暗躍』 皇帝ムラトは司祭ロレンツォを拘束。国家の中枢に入り込んだ反逆者の名前を言うように迫るが、ロレンツォはムラトにキリスト教に改宗すれば世界の征服者になれると言いだす。トランシルバニアの王女ファリアの存在を邪魔に思う皇帝妃アイシェは使節に王女の身柄を引き渡すことを考える。一方、逃亡中の騎士隊が母后キョセムの金庫番エステルの屋敷に押し入る。王女もまた、教皇の配下の者たちに命を狙われる。ムラトは王女を襲わせた命令者としてキョセムを疑う。                 |
| 8    | 『寵妃（ちょうひ）の嫉妬』 皇帝ムラトはトランシルバニアの王女ファリアから母親の潜伏場所を聞きだすと、母親の身の安全の確保をボスニア州軍政官に命じるべく書簡を送ろうとする。ムラトは厄よけの石がついた首飾りをなくしたと言うファリアに新しい首飾りを贈る一方、皇帝妃アイシェがファリアのことを密告していたと知ると、激怒してアイシェを追放しようとする。キョセムは幼い子供たちのために許すよう忠告し、今はアイシェのことよりも重大な問題があると、あるものをムラトに手渡す。   |
| 9    | 『トランシルバニア公の挑発』 旧宮殿への追放を言い渡された皇帝妃アイシェは皇帝の側近ムスタファに取り成しを頼む。皇帝ムラトは腹心の者たちと騎士隊の隠れ家へ突入。その場にいた者を１人残らず成敗するが…。一方、トランシルバニア公イシュトヴァーンから、姪ファリアの引き渡しを求める書簡が届く。ムラトはイシュトヴァーンの横柄な態度に激怒し、ある決断を下す。トランシルバニアの王女ファリアは母親がイシュトヴァーンに囚われたことを知り、苦悩する。                              |
| 10   | 『王女の裏切り』 大宰相らとの会議を終えた母后キョセムは用人ケマンケシュからムラトを皇帝として尊重すべきだと献言を受ける。宮殿に戻ると皇子カスムからバヤジトの生母ギュルバハル妃がトプカプ宮殿に戻ってくることを知らされ、キョセムは相談もなく決めたムラトを責める。２人が口論をしている頃、トランシルバニアの王女ファリアが皇帝の私室に忍び込み、豚の頭を置いて逃げる。ほどなくファリアが犯人だと判明し、キョセムは即刻処刑すべきだと主張するが…。                            |
| 11   | 『皇子バヤジトの母』 皇女アティケは地下牢に収監された王女ファリアに会わせてほしいと太刀持ちに頼む。皇帝ムラトは王女が弁明の中で言及した行商人の女の行方を捜させていた。一方、皇子カスムと皇女ゲヴヘルハンは過去の背信行為から皇子バヤジトの生母ギュルバハル妃がトプカプ宮殿に来ることに不安を募らせる。そんな中、ギュルバハル妃が到着。バヤジトとギュルバハルが感動の再会を果たす一方で母后キョセムは、ギュルバハルを真の蛇と呼び、警戒する。                                 |
| 12   | 『ひそかなる出立』 母后キョセムは皇帝ムラトの親征を阻止しようと奔走していた。そんな中、逃亡中の騎士隊が、キョセムが世話をする反乱者の息子メフメトに近づき、父親を殺したのは母后だと暴露する。一方、宮殿に戻ったバヤジトの生母ギュルバハルは積年の恨みを晴らすべく、早速行動を開始していた。ムラトは王女ファリアの処遇に苦悩していたがついに決断。そして「狩りに出る」と、留守の間の宮殿をバヤジトに託し、キョセムにも告げず、数人の家臣を連れて宮殿を後にするのだった。       |
| 13   | 『敵（かたき）の短剣』 処遇が決定したトランシルバニアの王女ファリアが牢から出され、皇帝ムラトの前へ連行される。地下牢には、処刑を確信した侍女マルグリットの悲痛な叫び声が響いていた。一方、母后キョセムは、炊き出しのため、救貧院を訪れていた。だが、そこで不測の事態が起き、キョセムは絶体絶命の危機に見舞われる。狩りと称して極秘の遠征に出ていたムラトにも緊急事態の知らせが入り、帝都へ引き返すことに。そんな中、ギュルバハル妃が、ある行動を起こす。                     |
| 14   | 『後宮の中の反逆者』 襲撃事件のあと行方不明になっていた母后キョセムが用人ケマンケシュと共に意識不明の状態で見つかる。国璽尚書シナンの依頼を受けたバヤジトの母ギュルバハルは拘束された騎士隊員の口を封じるが、キョセムが目覚めれば自分を疑うだろうと懸念していた。皇帝ムラトは反乱者の排除を優先することに決めたものの、トランシルバニア問題も放置できないと解決方法を探る。一方、ムラトと共に宮殿に戻った王女ファリアは、ムラトの冷たい態度に心を痛めていた。                 |
| 15   | 『皇帝の戦略』 皇帝ムラトは帝国から不穏分子を一掃すべく、イエズス会の司祭らをはじめ、その関係者に至るまで全員を帝国外へ追放する決定を下す。短剣で刺された母后キョセムは快方に向かい、自ら歩けるまでに。キョセムは自分を刺した亡き騎士隊クムルの息子メフメトが収監された地下牢を訪ね、エジプト州で新たな人生を始めるように言う。アマスヤに戻るよう命じられたバヤジトの生母ギュルバハル妃は、国璽尚書シナンと司教コーネリウスの関係を疑う。                                     |
| 16   | 『悩みの種』 トランシルバニアの王女ファリアは母親との再会を喜んだものの、玉座を与えなかった皇帝ムラトに不満を抱く。責めるファリアの口をムラトは口づけでふさぎ、２人は一夜を共にする。しかしファリアは翌朝、黙って姿を消す。一方、後宮の側女と関係を持ち、妊娠させてしまった皇子カスムはどうしたらいいか分からず途方に暮れていた。太刀持ちに思いを告げられた皇女ゲヴヘルハンはつれない態度を取り、太刀持ちに思いを寄せる皇女アティケは結婚してほしいと迫る。                   |
| 17   | 『イランの贈り物』 太刀持ちから手紙が届いた皇女ゲヴヘルハンの心は揺れていた。一方、太刀持ちに結婚を迫った皇女アティケは、結婚話を進めようとする。皇帝ムラトのもとにイランから使節が訪れ、王からの贈り物として不思議な弓を献上する。キョセムは皇子カスムの不祥事を隠蔽しようとしていた。前長老ヤフヤのもとに、ある人物が訪ねてくる。その人物は御前に上がれるよう仲介を頼むのだった。皇子バヤジトの生母ギュルバハルは帝都に残るべく、行動を開始する。                           |
| 18   | 『母后への脅迫』 皇子カスムの子を宿した側女がさらわれ、拉致を指示したバヤジトの生母ギュルバハルはキョセムにある取引を持ちかける。テルサネ宮殿に移った王女ファリアは幸せを感じつつ、皇帝ムラトを待つだけの暮らしに不安を覚えていた。皇女アティケは太刀持ちとの結婚を願っていたが、思わぬ言葉を返されることに。一方、ムラトに謁見したイリヤスはアナトリア州軍政官への復帰を願い出るものの却下される。しかし彼が帝都へ来た真の目的は別の所にあった。                             |
| 19   | 『裏切りの萌芽（ほうが）』 母后キョセムは皇子バヤジトの生母ギュルバハルを浴場に閉じ込め、熱気で苦しめて側女エラーヌールの居場所を吐かせようとする。テルサネ宮殿の離宮では王女ファリアが皇帝妃アイシェから娼婦呼ばわりされたことにひどく憤慨していた。皇子イブラヒムは、皇子バヤジトが皇子カスムの秘密をギュルバハルに話したにもかかわらずウソをついたことを責める。キョセムは、エラーヌールが拉致された件にバヤジトの関与があったことを知り、衝撃を受ける。                   |
| 20   | 『自害の真相』 皇女アティケは太刀持ちとの仲を疑い、王女ファリアを連れて管財人のエステルに会いに行く。キョセムは側女エラーヌールの拉致に関与した皇子バヤジトを責め、今後は味方にならないと告げる。エラーヌールの自害の真相は太刀持ちの知るところとなり、キョセムは隠し通せないと自ら皇帝ムラトに伝えることに。一方、エルサレム騎士団のコーネリウスは元アナトリア州軍政官のイリヤスに反乱を起こすための資金を提供。謀反が成功したら、ある褒美を与えると約束する。               |
| 21   | 『沈黙の恐怖』 皇子カスムは処刑を恐れて眠れぬ日々を送っていた。母后キョセムもまた再び子供を失う恐怖にうなされる。旅行家エヴリヤは皇帝ムラトに元アナトリア州軍政官イリヤスの怪しげな行動について報告する。ムラトは重臣を集めてイリヤスの処遇を検討するのだった。一方、海辺の離宮では料理長ベイナムが王女ファリアの食事に薬を入れているところを侍女マルグリットに咎められる。後宮でファリアと皇帝妃アイシェは一触即発の状況になる                                               |
| 22   | 『過ちの罰』 母后キョセムは王女ファリアを眠らせ不妊治療を施そうと医女を連れてテルサネ宮殿へ赴いたものの、ファリアがすでに妊娠していることが判明する。皇帝ムラトは悩んだ末に弟カスムをムスタファ前皇帝が閉じ込められている”鳥籠”に幽閉。キョセムは助けてほしいと懇願するカスムの声を、悲痛な思いで扉越しに聞く他なかった。キョセムは出納官メレキーを更迭すると、後任にラーレザールを抜擢。カスムの犯した罪を太刀持ちに告げたのが誰か調べるよう命じる。                         |
| 23   | 『反逆者への包囲網』 旅行家エヴリヤは皇帝ムラトにイランの使節の不審な行動について報告。発明家ヘザルフェンと共にイランの使節を追跡することになる。一方、ダマスカス州軍政官イリヤスは地方で反乱の準備を進めていた。王女ファリアの妊娠を快く思わない皇帝妃アイシェは、民を扇動してファリアを苦境へ追い込もうと考える。皇女ゲヴヘルハンは妹アティケの恋心を知りながらも太刀持ちの真剣な気持ちに心が揺れていた。イリヤスの不穏な行動を知ったムラトは、ある重要人物の関与を疑う。   |
| 24   | 『皇子皇女の悩み』 イスラムの長老への疑いは晴れたものの、皇帝ムラトは長老がかつて反乱者の前で自分の保証人となったことを根に持っていた。幽閉された皇子カスムは衰弱し、皇子イブラヒムも自室に籠もりきりだったが、宦官長ハジュは母后キョセムの体調を気遣い報告をためらう。太刀持ちをめぐる女たちの思いが交錯する中、管財人エステルがキョセムにとんでもないことを告げる。そんな中、アナトリアから重大な知らせが届く。一方、発明家ヘザルフェンは飛行実験に挑むことに。             |
| 25   | 『反逆者の城塞』 王女ファリアが街に出かけることを知った皇帝妃アイシェは配下の者を使って民を扇動しファリアを襲わせる。ファリアは娼婦だとののしられたうえ、体にも深刻な痛手をこうむる。バヤジトの生母ギュルバハルと国璽尚書シナンは、イスラムの長老とひそかに会う。一方、幽閉された皇子カスムの様子が深刻だと知った母后キョセムは帝命に反してカスムを幽閉部屋から出そうとする。反逆者イリヤスの討伐に赴いた皇帝ムラトは陣中会議を開き戦略を議論する。                           |
| 26   | 『扉越しの会話』 皇帝妃アイシェは王女ファリアを流産させることに成功したものの、事件の調査が始まると、ウワサの流布を依頼した者たちに自分の関与を暴露されることを恐れ、バヤジトの母ギュルバハルに助けを求める。皇女ゲヴヘルハンとアティケは皇子イブラヒムを誘い３人で幽閉されたカスムのもとへ。兄弟４人は扉越しに会話し、皇女たちは気力を失ったカスムに励ましの言葉をかける。一方、皇帝ムラトはわずかな側近を率い、反逆者イリヤスが立て籠もるベルガマの城塞へ忍び込む。         |
| 27   | 『夢判断』 反逆者イリヤスの反乱が不首尾に終わり、皇子バヤジトの生母ギュルバハルとその配下シナンはバヤジトを玉座に就けるため、新たな戦いを始めることに。皇子イブラヒムは帝都に帰還した皇帝ムラトに対してよそよそしい態度を取る。イブラヒムはいずれ自分も幽閉されるのではないかと怯えていた。皇女ゲヴヘルハンやアティケ、管財人エステルは重傷を負った太刀持ちを三人三様に心配する。ムラトは前長老ヤフヤに遠征中に見た夢の意味を読み解いてもらう。                               |
| 28   | 『耐え難き真実』 皇子カスムは兄ムラト皇帝によって幽閉を解かれるが、やつれた様子ですぐに自室に入ってしまう。皇子イブラヒムは幽閉の原因を作った兄バヤジト皇子を許せずにいた。バヤジトの母ギュルバハルは再びイスラムの長老アヒザーデを訪ね、バヤジトを玉座に就けるための支持を得ようとする。ムラトはガラタ塔で結婚の儀式を行いトランシルバニアの王女ファリアを正式な妻に。その一方、ファリアを思うあまり度を越した沙汰を下す。母后キョセムはこれに激怒し、ある決意をする。       |
| 29   | 『くすぶる不安』 皇帝妃アイシェは皇帝ムラトとトランシルバニアの王女ファリアの婚姻を受け入れられず、心が荒れていた。皇帝妃となったファリアは母后キョセムから後宮の一室を与えられて喜ぶが、ムラトは哀れみから婚姻を結んだと言われ、反発心を抱く。一方、ファリアの襲撃事件で処刑された者の遺族や、ムラトの暴政に不満を持つ民が長老アヒザーデのもとに請願書を持って殺到する。キョセムもまた不当な処刑で家族を失った遺族らの支援に動き出す。                                       |
| 30   | 『妃（きさき）の危うさ』 帝都の緊張が高まる中、母后キョセムは民に寄り添わなければ反乱につながると説き、ムラトは力でねじ伏せると主張する。そんな中、ファリアの母から届いた手紙がキョセムを不快にさせる。皇子バヤジトは弟たちとの関係に悩む一方、玉座を狙い、自分の意に反して事を進めようとする母に不安を覚えていた。沈んでいた皇帝妃アイシェは妊娠が判明して上機嫌に。そこに頼み事があるとギュルバハルが訪ねてくる。ギュルバハルに借りのあるアイシェは頼みを聞こうとするが…。  |
| 31   | 『綱紀粛正』 皇子カスムとイブラヒムが庭で剣術の稽古をしていたところへ皇子バヤジトがやってくる。バヤジトは腹違いの弟カスムの誤解を解くべく話し合いを望んでいた。皇帝妃アイシェはバヤジトの生母ギュルバハルに借りを返すため、母后キョセムの部屋に入り、印章の型を取ろうとする。皇帝ムラトは市場の店に金を巻き上げに来る歩兵常備軍の一部の兵士たちを特定しようとしていた。空を飛ぶことを夢みる発明家ヘザルフェンは塔から飛び立つための装置を考える。                             |
| 32   | 『ロドスが吹く』 母后キョセムは印章に蜜蝋がついていることに気づき、宦官長ハジュらに調査を命じる。その頃、帝都に強風が吹き始める。発明家ヘザルフェンは今が好機と自作の翼をつけてガラタ塔から飛び立つ。キョセムの管財人エステルは太刀持ちと皇女ゲヴヘルハンに偽の手紙を送って２人を密会させる。２人は愛を確かめ合うが、その様子を驚がくの表情で見つめる者がいた。一方、国璽尚書シナンは偽造した母后の印章を悪用し、キョセムの力をそごうと画策していた。                         |
| 33   | 『仕組まれた炎』 帝都は炎に包まれていた。母后キョセムは火災の一報を受け、家族を部屋に集める。皆は、宮殿まで炎が来ないことを祈っていた。一方、皇帝ムラトは火事場に駆けつけ、民の救助活動を行っていた。そこへ悪夢で見た黒衣の騎士が現れ…。帝都を襲った炎はひと晩で民の家も家族も燃やし尽くし鎮火する。キョセムは自分の不在時に部屋に入り、ひそかに印章の型を取った人物について調べていた。キョセムは皇帝妃アイシェに不在時に部屋に入ったことについて問う。                      |
| 34   | 『犯人探し』 太火災現場で辛辣な言葉をぶつけられた皇帝ムラトは自分が招いた災厄なのかと思い悩む。放火と知ると怒りに震え、臣下に徹底的な調査を命じる。バヤジトの母ギュルバハルは疑いの目をそらそうと再び策を講じる。壊滅状態の街には規律の乱れが災厄を引き起こしたと主張する一派が出現していた。一方、宮殿では管財人エステルが母后キョセムにある提案をする。床に伏せていた皇女アティケはようやく起きだすも、姉ゲヴヘルハン皇女への怒りを募らせていた。                           |
| 35   | 『覚悟の告白』 皇女ゲヴヘルハンを呼び出した妹アティケは、太刀持ちと愛を育んでいたゲヴヘルハンに怒りをぶつける。一方、母后キョセムの印章が不正に使用された件で、バヤジトの母ギュルバハルの配下の側女がキョセムの前で犯人の目撃を証言する。アティケとゲヴヘルハンの恋の騒動はキョセムの耳にも入るところとなり、激怒したキョセムは２人を戒める。皇帝ムラトは民の不穏な様子や連日見る悪夢のことで悩み、前イスラムの長老ヤフヤ師や太刀持ちに意見を聞く。                           |
| 36   | 『ウワサの流布』 皇帝ムラトは太刀持ちと皇女ゲヴヘルハン双方の思いを確認し、どうすべきか考えていた。ところが妹アティケが２人の結婚を阻止しようと、暴走してしまう。皇子バヤジトはある夜、宮殿を抜け出し街へ出るが、弟カスムの送った宦官に後をつけられていた。街ではコーヒー店が襲われるなど騒擾が発生。一方で民の間にくすぶっていたムラトへの不満は、国璽尚書シナンの策略によってしだいに大きくなっていた。民が自分を非難する様子を見たムラトはある行動に出る。                 |
| 37   | 『皇帝の理性と塊』 皇帝ムラトは、叔父である前皇帝ムスタファと話したことでどこか吹っ切れたかのようだった。ムラトは会議を招集し、ある勅命を下す。母后キョセムは、処刑が確定していた軍団員を皇子バヤジトが解放した件について事実関係を調べさせる。皇子バヤジトの生母ギュルバハルの計略を怪しむ皇帝妃アイシェは、ギュルバハルが密会している相手を突き止めようとしていた。一方、太刀持ちが連行され、処刑を疑った皇女ゲヴヘルハンとアティケはひどく取り乱す。                       |
| 38   | 『恐怖政治』 皇帝ムラトは皇女たちとのことで隠し事をしていた太刀持ちを修道場に預ける。一方で禁止令を徹底させるため、帝都では厳しい措置を取らせていた。そんなある日、地方での実施状況について知らせが入る。イスラムの長老アヒザーデは空位となった職位に任命する法学者たちの名前をムラトに提示するが、それを見た前長老のヤフヤはあることに気づいていた。一方、母后キョセムはバヤジトが釈放させた兵士を見つけ出し、無実でなかったことを確認するとバヤジトを呼び出す。             |
| 39   | 『ブルサへの行幸』 母后キョセムに呼び出された皇子バヤジトが無事に戻り、母親のギュルバハルは安堵する。夜間、帝都の街を歩く皇帝ムラトと皇帝妃ファリアの前に禁止令に背いて明かりを持たずに外出した男が現れ、激怒したムラトは容赦なく罰する。ファリアは自分の部屋で差出人の名前のない手紙を見つける。ムラトは狩りと称してブルサへ視察に行き、汚職にまみれた法官を処罰する。その夜、ムラトたちの一行はアナトリア軍政官の屋敷に泊まるが、ある事件が起こる。                         |
| 40   | 『反逆の構図』 イズニクを訪れた皇帝ムラトと皇子カスム、イブラヒムに暗殺者の手が迫る。ムラトに向かい、軍政官が献上した女人が短刀を振りかざす。帝都では、国璽尚書シナンとの密会を目撃したキョセムの管財人エステルを、バヤジトの母ギュルバハルが味方に引き入れようとする。一方、母后キョセムは長老アヒザーデ師が法学者の会合で皇子バヤジトを玉座に就けると発言したことからギュルバハルの関与を確信。バヤジトに、自分たちと母親、どちらにつくのか選択するよう迫る。               |
| 41   | 『慢心が招く罪』 皇帝妃ファリアは皇帝ムラトがイズニクから女人を伴って帰ってきたことに戸惑いを隠せない。皇子イブラヒムは宮殿に戻ってもなお死の恐怖に怯えていた。ムラトは長老アヒザーデ師を呼び出し、長老が３回目の罪を犯したとして息子である帝都の法官セイイドと共にキプロス島への追放を言い渡す。一方、投獄されたギュルバハル妃と宦官ゼイネルの食事に毒が盛られる事件が起こる。修道場の苦行房に入っていた太刀持ちは修行の最後の日を迎える。                                   |
| 42   | 『皇子の母の処刑命令』 皇帝ムラトは皇子バヤジトの母ギュルバハルの処刑を決定する。皇女ゲヴヘルハンとアティケは、太刀持ちが修行を終える日を翌日に控えて落ち着かない時間を過ごしていた。皇帝妃ファリアもまた、ムラトが連れ帰った側女サナーベルが気になり不安に陥っていた。翌日、修道場を出た太刀持ちは、ムラトに二度と失望させないと誓う。その頃、ファリアのもとには１通の手紙が届いていた。そしてバヤジトは、ある決断を胸に、牢で処刑を待つ母のもとを訪ねる。                   |
| 43   | 『それぞれの代償』 皇子バヤジトの母ギュルバハルは息子から手渡された小瓶の毒を飲み、自害を図る。皇帝妃アイシェの罪を確信したファリアは、皇帝ムラトにギュルバハルの告白文を渡す。皇女ゲヴヘルハンは修行を終えた太刀持ちと再会するが、太刀持ちから衝撃の事実を告げられる。説教師カドゥザーデはイスラム法学者らと会合を持ち、長老の処刑について話し合う。だが、その会合に皇帝ムラトが現れ…。母后キョセムは子供たちとの食事会を開くが、ゲヴヘルハンの発言が波乱を呼ぶ。            |
| 44   | 『皇女の悲哀』 皇帝ムラトの寝所に再び側女サナーベルが送られるが、憤慨した皇帝妃ファリアが押し入り激しくムラトを責める。ムラトは姉ゲヴヘルハンの幸せも考えるよう母后キョセムにいさめられると、ゲヴヘルハンも結婚させるつもりだと答える。一方、御前会議で前長老アヒザーデ師の処刑にハルヴェティ教団のスィヴァスィー師が異を唱えたことが報告される。ムラトは憤り、スィヴァスィー師の修道場を訪ねるが…。そんな中、キョセムのもとに送り主の不明な贈り物が届く。                    |
| 45   | 『鎖を断つ時』 ５か月後、皇帝妃アイシェは幽閉されたまま臨月を迎えていた。皇女ゲヴヘルハンとアティケは婚儀の日を迎える。歩兵常備軍長官ケマンケシュとの意に沿わない結婚を強いられたゲヴヘルハンは絶望の淵にいた。そんな娘を心配した母后キョセムはゲヴヘルハンに強くなれと鼓舞する。だが思い詰めたゲヴヘルハンが驚愕の行動に出て…。一方、アイシェは産気づきお産が始まる。イランの使節と接触した国璽尚書シナンはイランの諜報活動について知る。                                    |
| 46   | 『楽園を去る時』 皇女ゲヴヘルハンが命を絶ち、皇女アティケと太刀持ちは大きな悲しみを抱えたまま新たな生活を始める。母后キョセムは、皇帝ムラトが太刀持ちを重用することで、周囲を敵に回すのではないかと危惧していた。そんな時、太刀持ちの父ベズィルギャンザーデが、頼みごとがあると宮殿にやってくる。一方、皇帝ムラトは出産を終えた皇帝妃アイシェにアマスヤへ追放すると告げる。アイシェは嘆きつつ、いつか戻れる日が来ると自分に言い聞かせ、旅立とうとしていた。                   |
| 47   | 『皇帝の失踪』 帝都では喫煙などの厳しい取り締まりが続いていた。宗教的厳格主義の説教師カドゥザーデの一派は禁止令を口実に民を迫害し行動を過激化させていく。一方、皇帝妃ファリアは自分がアイシェ妃に処刑のことを話したせいで子供たちまでもが自害の犠牲になったことを後悔していた。そんな中、皇帝ムラトが、宮殿から姿を消し、太刀持ちたちの懸命な大捜索が行われることに。皇子カスムは、皇子バヤジトを追って酒場を営むカリカの家に押し入る。                                       |
| 48   | 『最大の敵』 皇帝ムラトは森で未来が見えるという男に出会い、男はムラトに最大の敵が誰かを告げる。一方、宮殿にはムラトの崩御を疑う民が押し寄せバヤジトの即位を求めていた。母后キョセムはかつて民の銃弾を受け止めた“偉大なる盾”を着けて民の前に立つ。皇子イブラヒムは兄カスムが戻らないことを心配し、カスムが兄バヤジト皇子を追って宮殿を出たことをキョセムに告げる。バヤジトは宮殿に戻り平静を装うが、何をしても過ちの道へ進んでしまうと嘆いていた。                             |
| 49   | 『逆縁の苦しみ』 皇子カスムが酒に酔い足元もおぼつかない様子で宮殿に戻ってくる。目に余るカスムの醜態に母后キョセムは激怒するが、カスムは皇子バヤジトの生母ギュルバハルが生きていると言い出す。そんな中、失踪していた皇帝ムラトが見つかり、キョセムはホッと胸をなでおろす。皇女アティケは心を閉ざした太刀持ちとの結婚生活に絶望していた。一方、カスムの証言を裏づけるため、ギュルバハルの棺を掘り起こして死体を確認することになる。                                             |
| 50   | 『絶対的な服従』 皇帝ムラトはお忍びで訪れた酒場で自分の悪口を言った客を容赦なく処刑する。そんなムラトに不安を抱き、歩兵常備軍長官ケマンケシュは一部始終を母后キョセムに報告する。一方、皇子カスムはムラトに皇子バヤジトが酒場を経営するカリカと秘密の関係にあり、共に母親の反逆に加担していたと告げる。ムラトは新たに酒とアヘンを対象にした禁止令を出し、バヤジトを連れてカリカの店へ行く。一方その頃、宮殿では高官らの会議にキョセムが参加していた。                         |
| 51   | 『運命の追放』 皇子バヤジトの目に怒りの炎を見た国璽尚書シナンは、バヤジトの心の変化を感じ取っていた。トプカプ宮殿では昏倒した母后キョセムを心配して、皇子カスムたち兄弟が集まっていた。キョセムに追放の決定が下されたことを知った皇子イブラヒムは皇帝ムラトに直談判に行く。一方、帝都へ戻ってきた詩人ネフィーはイラン人の総督からムラトへ、あることを託されていた。ついにキョセムが追放される日が来たが、キョセムはかたくなに拒否する。                                       |
| 52   | 『イランの間諜（かんちょう）』 母后キョセムは旧宮殿行きを断固拒否していたが、皇帝ムラトと話をしたあと翻意して旧宮殿へ移る。皇子バヤジトはある決意を胸に、母ギュルバハルに会いに行く。ムラトはイランからエレヴァンを取り返すため、遠征に出ることを決意。イランの間諜である側女サナーベルは、夜伽に乗じて遠征に関する情報を探る一方、目障りな皇帝妃ファリアを陥れようとする。一方、宰相アバザのもとを、御前会議で決めてほしいことがあるとアルメニア教会の総主教が訪ねてくる。   |
| 53   | 『死者からの刺客』 皇帝妃ファリアは皇帝ムラトへの告げ口のことで側女サナーベルに詰め寄る。亡き皇帝妃アイシェが子供たちを道連れにして自害した理由を知った皇帝ムラトは苦悩の末、ファリアに対してある決定を下す。一方、旧宮殿で厄災に見舞われた母后キョセムはバヤジトの生母ギュルバハルが生きていることを確信し、捜し出すよう命じる。一方、皇子バヤジトは皇帝ムラトを味方につけるべく、先手を打ち、ムラトに皇子カスムの素行不良と妄想について言いつける。                         |
| 54   | 『忠臣の失脚』 皇子バヤジトの母ギュルバハルが生きていることを確信した母后キョセムは、あらゆる手を使ってギュルバハルを見つけようとする。一方、ギュルバハルはイランの使節と密会し、ある相談を持ちかけていた。太刀持ちは皇帝ムラトに宰相アバザが賄賂を受け取りアルメニア人社会のために便宜を図ろうとしたことを報告。ムラトは御前会議でアバザを罷免する。キョセムはアバザを擁護するがムラトは聞く耳を持たず、キョセムの頭にはある考えが浮かび始めていた。                         |
| 55   | 『逆心への道』 エレヴァンへの遠征を控え、皇帝ムラトは、姉ゲヴヘルハン、皇帝妃アイシェとその子供たちの死は自分の責任だと皇帝妃ファリアに言う。母后キョセムから夫婦仲について口出しを受けたムスタファは皇女アティケに自分を離縁できるのかと迫っていた。一方、バヤジトの生母ギュルバハルについて有力な情報を得たキョセムは自ら捕捉に向かう。皇帝ムラトの野営地に交渉のためイランの使者がやってくる。夜、天幕にいるムラトに対して暗殺の計略が謀られる。                           |
| 56   | 『血脈の裏切り』 皇帝ムラトの暗殺は失敗に終わる。ムラトは実行犯の歩兵常備軍部隊長フェルハトと、その部隊全員を処刑。皇子バヤジトの裏切りを知り苦悩する。エレヴァンの総督エミルギューネはオスマン軍の激しい砲撃にもかかわらず籠城を続けていた。一方、帝都では母后キョセムがバヤジトの母ギュルバハルを捕捉に行った現場で倒れて意識を失う。側女サナーベルは皇帝妃ファリアにギュルバハルの間諜ではないかと疑われ、キョセムを救って自分への疑いの目をそらそうとする。               |
| 57   | 『エレヴァンの死闘』 皇帝妃ファリアが就寝中、側女サナーベルに襲われる。一方、母后キョセムは宦官イドリスの手紙からサナーベルも間諜であったことを知る。エレヴァンでは皇帝ムラトとエレヴァンの総督エミルギューネが一騎打ちの日を迎えていた。一足先に遠征から戻った皇子バヤジトはムラトの書簡を母后キョセムに渡す。ムラトの暗殺が失敗に終わったことを知ったバヤジトの生母ギュルバハルはバヤジトの身を案じていた。国璽尚書シナンはバヤジトが帝都を離れる手配をする。               |
| 58   | 『バヤジト皇子の物語』 国璽尚書シナンは皇子バヤジトと母ギュルバハルをイランへ逃がす手はずを整える。しかしバヤジトは拒み、迎えに来た宦官に母に宛てた手紙を託す。後宮では皇帝妃ファリアが出産の時を迎えていた。一方、皇帝ムラトは母后キョセムが歩兵常備軍長官のケマンケシュに宛てた書簡を手に入れ、キョセムがすでに次の皇帝を考えていることを知る。遠征からの帰路で未来の見える男と再会すると、以前明確な答えを得られなかった、皇帝家に誰の血統が続くのかという質問をする。     |
| 59   | 『預言者の言葉』 遠征から戻った皇帝ムラトは、歩兵常備軍長官ケマンケシュ宛ての書簡の送り主、母后キョセムを問い詰める。ムラトは書簡の中で自分の死後の話がなされていたことに憤慨し、キョセムへの不信感を募らせていた。皇子イブラヒムは兄バヤジトが処刑されたことに衝撃を受け、心と体のバランスを崩していく。宰相ムスタファはムラトの臣下になったイランの王族エミルギューネを警戒する。ムラトはギュルバハルに協力した高官の正体を知るため、ギュルバハルの地下牢を訪れる。         |
| 60   | 『逆行』 皇帝ムラトは勅命を出し、かつて母后キョセムが“年長の相応な皇子”と変更した皇位継承の定めを“父から子”に戻す。兄弟殺しの道が再び開かれることを危惧したキョセムは特別会議を招集。イスラムの長老ヤフヤが勅命に反対する旨をムラトに伝える。ムラトの臣下となったエミルギューネは宗派を変えてユスフと改名。ムラトの近侍頭に任命される。一方、キョセム付き宦官ハジュは、キョセムと歩兵常備軍長官ケマンケシュの仲が親密に見えることを心配していた。                             |
| 61   | 『排除された大敵』 ルメリヒサルの地下牢からギュルバハル妃が連れ去られる。同時に後宮とガラタ塔では恐ろしい事件が起こっていた。惨事を前にして呆然と立ち尽くす皇帝ムラト。幽閉された皇子カスムとイブラヒムは、落ち着かない日々を送っていた。ギュルバハル妃を救い出した国璽尚書シナンは、今まで秘めてきたギュルバハルへの思いを告白する。毒舌家の詩人ネフィーは、ある会合でムラトを侮辱するような発言をし、そのことがムラトの耳にも入る。                                         |
| 62   | 『命の引き換え』 皇帝ムラトは宰相バイラムに対する鋭い風刺を放った詩人ネフィーの処遇をバイラムに一任する。２年の時がたち、皇子カスムとイブラヒムは相変わらず幽閉生活を送っていた。ムラトはイラン出身の近侍頭ユスフの献言を受けてバグダッド遠征を決断。皇帝妃ファリアの忘れ形見、双子の皇子セリムとスレイマンは皇女アティケが母親代わりとなり、すくすくと成長していた。そんなある日、双子の皇子が母后キョセムの救貧院から世話係に連れ去られる事件が起きる。                     |
| 63   | 『蛇のたくらみ』 皇帝ムラトの幼い皇子たちが亡きバヤジトの生母ギュルバハルにさらわれ、関与した世話係に皇子たちの居場所まで案内させるも、姿はなかった。ムラトは息子２人と弟２人の命を天秤にかける選択を迫られる。そんな中、皇女アティケが血相を変えて母后キョセムの部屋に駆け込む。アティケはムラトが皇子カスムとイブラヒムのもとへ処刑人を送ったと言うのだった。ギュルバハルは約束どおり、双子の皇子セリムとスレイマンを解放するが、さらなる悲劇がムラトを襲う。               |
| 64   | 『翼を折った母』 亡きバヤジトの母ギュルバハルにより黒死病に感染させられ死亡した双子の皇子に続き、皇帝ムラトも病に倒れる。医師長は黒死病と診断するが、その診断に疑念を抱いた若き医師ヤセフが国璽尚書シナンに報告。シナンは近侍頭ユスフと相談し、帝都一の腕を持つ元宮廷医師のエミルに診察させることにする。一方、母后キョセムは兵士たちの動揺を抑えようと、兵舎を訪れムラトが崩御した時にはカスムが玉座に就くと宣言する。ところが、そこに意外な人物が現れる。                   |
| 65   | 『決行の時』 皇帝ムラトと修復できないほど深い溝ができたキョセムは、ムラトが宗教的見解を求めるためにイスラムの長老を呼んだことを知り、皇子カスムとイブラヒムが処刑されるのではと危機感を強める。ムラトは黒死病との誤診をした医師長を罷免し、真の病を明らかにしたエミルを後任に任命する。兵舎での一件から、イブラヒムはさらに心が不安定になっていた。そんな中、キョセムはカスムやイブラヒム、ひいてはムラト自身と帝国をも守るために、ある計画を実行する。                       |
| 66   | 『神の声』 ついに皇帝ムラトの廃位計画が実行される。ムラトは前皇帝ムスタファの部屋に幽閉され、すべて計画どおりに進んでいるかのように見えた。しかしそれは、母后キョセムの計画を知り周到な対策を講じたムラト陣営の芝居だった。失敗に気づいたキョセムは皇子カスムとイブラヒムの身を案じ、急いでツゲの木の館へ向かう。一方、船で待つ海軍提督ケマンケシュのもとに宰相デリ･フセインが現れる。キョセムを見捨てるわけにはいかないと言うケマンケシュにデリ･フセインは…。                |
| 67   | 『絶望の牢獄（ろうごく）』 母后キョセムは、皇帝ムラトから罰を言い渡される。皇子カスムを失い、失意のどん底にあるキョセムは生きる気力をも失い、食事も取らずに衰弱していくのだった。そんな中、キョセムの夢にカスムが現れる。ムラトは妹アティケまでもが廃位計画を知っていたことを知り、孤独にさいなまれる。一方、ムラトのもとにムガル帝国の君主から書簡が届き、ある提案を受ける。ツゲの木の館で幽閉生活を送る皇子イブラヒムのもとにムラトの使者が来る。                           |
| 68   | 『キョセムの決断』 国璽尚書シナンは母后キョセムに皇帝ムラトへの不信感を語り、ムラトが肝硬変で、適切な治療をしなければ死期が早まることを告げる。ムラトは皇女アティケに後宮の管理を任せると、皇子イブラヒムを伴いバグダッド遠征へ出発。遠征先でイランに対する共闘相手、ムガル帝国の王と合流する。その頃帝都では、宰相ハリルがひいきの売春婦が間諜だったことに気づき、裏で手を引く黒幕に近づきつつあった。遠征先ではある夜、イブラヒムが姿を消す事件が起きる。                   |
| 69   | 『迫害の王（ファラオ）』 母后キョセムと宦官ハジュは国璽尚書シナンがすべての厄災の裏で暗躍していたことを知り驚きを隠せずにいた。そんな中、キョセムのもとにベネチア領事から逃亡中のシナンの居所を知らせる書簡が届く。一方、遠征中の皇帝ムラトのもとへシナンからキョセムの皇帝暗殺命令を暴露する書簡が届く。ムラトは実の母親から命を狙われていることを知り大きな衝撃を受けるのだった。腹に据えかねたムラトは帝都にいる皇女アティケを通してキョセムに圧力をかける。               |
| 70   | 『バグダットの死闘』 皇帝ムラトはバグダッドを巡るイラン軍との戦いに兵を率いて参加。死闘が繰り広げられ、オスマン軍は大宰相を失う。一方、帝都では母后キョセムが子供たちの離反を嘆いていた。ある夜、前皇帝ムスタファがかんしゃくを起こし、好物のクリを持ってキョセムがなだめに行く。ムスタファはキョセムを思い出すが…。戦いを終えたムラトは病状の悪化を隠して帝都へ帰還。皇女アティケはムラトにキョセムやイブラヒムを敵視させないよう、近侍頭ユスフにクギを刺す。                |
| 71   | 『帝国の疫病神』 バグダッド遠征から皇子イブラヒムも無事に戻り、遠征先での兄弟殺しを恐れていた母后キョセムは安堵の胸をなでおろす。キョセムはイブラヒムのために側女ザリフェを与える。イブラヒムの双子の兄弟、皇女アティケもイブラヒムの帰還を喜ぶが、イブラヒムにいずれ玉座に就くための心の準備をしておいたほうがいいと忠告する。一方、皇帝ムラトの病気は思わぬ速さで進行していた。ムラトは、自分の死後を見据え、ある大きな決断をする。                                         |
| 72   | 『皇統断絶の危機』 皇帝ムラトは皇統を絶やしてしまおうと、前皇帝ムスタファ、皇子イブラヒム、そして母后キョセムの処刑を決める。不穏な空気を察知した皇女アティケがツゲの木の館からイブラヒムを脱出させるが、ムラトの命令を受けた宰相デリ･フセインに見つかってしまう。一方、キョセムと宦官ハジュはウソの伝言で救貧院に呼び出され、近侍頭ユスフと国璽尚書シナンに捕らえられていた。間一髪、大宰相ケマンケシュと宰相ハリルが処刑を阻止し、一行はトプカプ宮殿へ戻るが…。             |
| 73   | 『死の天使（アズラエル）が近づく』 皇帝ムラトは病状が進行し、もはや痛みを緩和するしか手立てのない段階に入っていた。一方、母后キョセムの側近、大宰相ケマンケシュと宰相ハリルが処刑の時を迎える。ムラトは病魔に侵された体が限界を迎えようとする中、忠義者であった宰相フセインの裏切りと処刑したはずの弟イブラヒムの生存を知る。オスマン王朝の滅亡に執念を燃やすムラトは近侍頭ユスフにイブラヒムの捜索を厳命し、自らも皇女アティケにイブラヒムの居場所を言うように迫るのだった。 |
| 74   | 『夢の終わり』 医師の１人が皇子イブラヒムを診療したことに医師長ヤセフが気づき、イブラヒムの居場所が判明する。皇帝ムラトは死の床でもなお皇統を絶やすことに固執し、イブラヒムを自分の目の前で処刑することと、クリミア･ハン国の王子を連れてくることを近侍頭ユスフらに命じる。意識が薄れつつあるムラトの枕元には母后キョセムが付き添っていた。一方、キョセムの命令を聞かずイブラヒムの子を身ごもった側女ザリフェは、出産は許されたものの宮殿を追われることになる。                |
| 75   | 『皇帝イブラヒム』 ついに皇子イブラヒムが皇帝の座に就く。皇女アティケは不安がるイブラヒムを励ますのだった。そして時は流れて1644年、皇帝イブラヒムには第１の寵妃トゥルハンをはじめとする皇帝妃たちやその妃たちが産んだ皇子や皇女らがいた。ある日、宮殿で宴が催され、かつてイブラヒムの幽閉生活を支えたザリフェがイブラヒムとの間にできた息子オスマンと現れる。２人はツゲの木の館での生活を強いられていた。だが、その２人の処遇を巡る問題から大事件が起こる。                   |
| 76   | 『皇帝の側近』 皇帝イブラヒムと元側女ザリフェの間に生まれたオスマンの存在が公になることを恐れた母后キョセムは２人をエジプト州へ送り出す。しかし２人の存在を疎む皇帝妃トゥルハンはさらなる策を講じていた。イブラヒムは祈祷師の“ジンジ”フセインの甘言に乗せられ、求められるまま彼を皇帝の教師に任命しようとするが、学のない者は適任ではないと高官たちに反対される。その夜、イブラヒムは側女ヒュマーシャーからクロテンの毛皮が不死をもたらすと聞き、興味を示す。                 |
| 77   | 『母后の影』 皇帝イブラヒムは元側女ザリフェと息子オスマンが海賊に拉致されたことを知る。その怒りの矛先は２人を追放した母后キョセムに向かい、キョセムにもエジプト州への追放を命じるのだった。一方、イブラヒムにより皇子メフメトの命を脅かされた皇帝妃トゥルハンは、イブラヒムの廃位を考え始める。イブラヒムは軍法官に任じた“ジンジ” フセインへの依存を強め、キョセムは目に余るジンジへの対抗策を考えるため、特別会議を招集する。                                                |
| 78   | 『陰で糸を引く者』 皇帝イブラヒムはお気に入りの側女ヒュマーシャーを皇帝妃トゥルハンが足打ちの刑にしたことに激怒。食事の給仕をトゥルハンにさせて自尊心を傷つける。大宰相ケマンケシュは、軍法官となり増長する“ジンジ”フセインの排除を決めた母后キョセムの意を受け、将校たちに俸給の儀で振る舞われる食事に手をつけず不満の意を表し、ジンジの首を求めるよう命じていた。一方、皇帝妃トゥルハンも、キョセムに賛同するふりをしながらある計画を練っていた。                           |
| 79   | 『腐敗した知性』 皇帝イブラヒムは皇帝妃トゥルハンから大宰相ケマンケシュの居所を聞き、ケマンケシュの身柄を拘束する。母后キョセムはケマンケシュの処刑をやめるよう、イブラヒムに言うが、イブラヒムは処刑を見届けることがキョセムへの罰だと言い放つのだった。その後、キョセムもフロリヤへ追放されるが、キョセムの前に、ある腹心の側近が姿を現す。月日は流れて1648年、イブラヒムの悪政に業を煮やしたトゥルハンがキョセムのもとへ、ある提案をするためにやってくる。                 |
| 80   | 『毛皮の鎧（よろい）』 皇帝イブラヒムを廃位するため皇帝妃トゥルハンとの同盟を決めた母后キョセム。イブラヒムと皇帝妃ヒュマーシャーの婚儀に出るため久しぶりにトプカプ宮殿へ戻るが、秩序の崩れた後宮の様子を目の当たりにすることに。一方その頃、イブラヒムには皇女アティケ配下の騎士隊員からキョセムの計画が知らされていた。イブラヒムは対抗策を取るが、キョセム配下の高官ソフ･メフメトがこれを阻止。メフメトは歩兵常備軍からの要求をイブラヒムに伝える。                        |
| 81   | 『同盟のほころび』 悪名高い前大宰相アフメトが拘束され、母后キョセム派の先鋒ケマンケシュの前に引っ立てられる。ケマンケシュはイブラヒム皇帝を廃位すべきだという母后キョセムの考えを歩兵常備軍の将校たちに話すべき時が来たと判断する。その後、アフメトは軍団によって処刑され、皇帝イブラヒムも命の危険を感じ、幻聴や幻覚に怯えるように。一方、母后キョセムと皇帝妃トゥルハンの見せかけだけの同盟には早くも暗雲が漂い、まさかの事態に陥る。                                       |
| 82   | 『暗闇の哀哭（あいこく）』 歩兵常備軍が皇帝イブラヒムの処刑を求めて騒ぎ出したところに元大宰相のケマンケシュが現れる。皇帝妃トゥルハンは母后キョセムの策略だと指摘し、皇子メフメトを即位させ、キョセムは旧宮殿へ退くべきだと主張する。しかしキョセムは先手を打っており、トゥルハンはキョセムが摂政となることに同意せざるを得なくなる。一方、逃走した“ジンジ”フセインは警戒中の兵士に発見されたものの買収を試みる。廃位されたイブラヒムはキョセムの意により幽閉される。         |
| 83   | 『孤独という天罰』 母后トゥルハンは、大母后キョセムを言葉巧みに説得し、摂政として先帝イブラヒムを処刑するよう進言する。暗い幽閉部屋で過ごすイブラヒムを訪ねたキョセムは“お前は救われる”と言ってイブラヒムを抱きしめるが…。一方、時は流れてメフメト皇帝が初めて会議に出席する日を迎えていた。母后トゥルハンとその一派は、国家へのキョセムの影響力を排除しようと画策する。地位を脅かされ危機感を覚えたキョセムは、腹心の者たちを集めて、ある命令をする。                        |
| 84   | 『決着の時』 一度は大母后キョセムと決別した元大宰相ケマンケシュが戻ってくる。しかし歩兵常備軍に宮殿を襲撃させて皇帝メフメトと母后トゥルハンを殺害し、皇子スレイマンを玉座に就けるというキョセムの計画は、ある者の裏切りによりトゥルハン派に筒抜けになっていた。決戦の夜を迎え、ことごとく先手を打たれる中、最後までキョセムに忠実だった者たちは懸命に戦う。トゥルハンの腹心の手が迫る中、キョセムは自室から秘密の通路を抜けて隠し部屋の戸棚の中に身を隠す。                   |

## オリジナル・サウンドトラック
前作同様、本作もオリジナル・サウンドトラック・アルバムが発売されており、劇中では前作の楽曲も使用されていることがある。サウンドトラックアルバムは音楽配信サービスで聴くことができる。作曲者は、Aytekin Ataş 。
| No. | 曲名                                   | 日本語               | 説明                                                 |
| 1   | Kösem Opening Theme                    | オープニング・テーマ | 前作のオープニング曲のリメイク作品                   |
| 2   | Silence of the Clouds(feat.Azam Ali)   | 静かなる雲           | 劇中の使用頻度が高い楽曲。本作品を代表する楽曲である |
| 3   | Forgotten                              | 忘れられた           | 回想シーンなどに使用される落ち着いた曲               |
| 4   | Time for Revenge                       | 復讐のとき           |                                                      |
| 5   | Nanourisma                             | 子守唄               | 「Nanourisma」はギリシャ語で「子守唄」のこと         |
| 6   | The Seventh Door                       | セブンス・ドア       |                                                      |
| 7   | Axis of War,Pt.1                       |                      |                                                      |
| 8   | Axis of War,Pt.2                       |                      |                                                      |
| 9   | Wounded Bird(Strings Version)          | 傷ついた鳥           |                                                      |
| 10  | Bir Gün                                | ある日               | 「Bir Gün」トルコ語である                            |
| 11  | Bittersweet                            |                      |                                                      |
| 12  | Mystic Lullaby(feat.Azam Ali)          | 神秘的な子守唄       |                                                      |
| 13  | Hidden,Pt.1                            |                      |                                                      |
| 14  | Hidden,Pt.2                            |                      |                                                      |
| 15  | Echoes of Eternity                     |                      |                                                      |
| 16  | Storm Riders                           |                      |                                                      |
| 17  | Shadow of the Moon(Strings Version)    |                      |                                                      |
| 18  | This is Goodbye                        |                      |                                                      |
| 19  | Talismanic Shirt                       |                      |                                                      |
| 20  | Palace of Tears                        | 涙の宮殿             |                                                      |
| 21  | Road to Neverland                      | ネバーランドへの道   |                                                      |
| 22  | Escape Plan,Pt.1                       | 逃走計画             |                                                      |
| 23  | Escape Plan,Pt.2                       | 逃走計画             |                                                      |
| 24  | Voice of the Past                      | 過去の声             |                                                      |
| 25  | Wounded Bird                           |                      |                                                      |
| 26  | Without a Single Word(Strings Version) | 一言も言わずに       |                                                      |
| 27  | The Longest Night                      | 長い夜               |                                                      |
| 28  | A Mysterious Portlait                  | 神秘的な肖像画       |                                                      |
| 29  | Riding to Victory                      | 勝利の騎乗           |                                                      |
| 30  | Nanourisma(Instrumental)               |                      |                                                      |
| 31  | Path of Destiny                        | 運命の道             |                                                      |
| 32  | Love Confession                        | 愛の告白             |                                                      |
| 33  | Silence of the Clouds(Cello Version)   |                      | 2番の楽曲のチェロバージョン                          |
| 34  | Invisible Scars                        | 見えない傷           |                                                      |
| 35  | The Janissaries                        | イェニチェリたち     |                                                      |
| 36  | Mystic Lullaby(Reed Version)           |                      |                                                      |
| 37  | Sun After Rain                         | 雨上がりの太陽       |                                                      |
| 38  | Without a Single Word                  |                      |                                                      |
| 39  | In the Labyrinth                       | 迷宮のなか           |                                                      |
| 40  | Behind the Doors                       | 扉の後ろに           |                                                      |
| 41  | The Sun Will Rise Again                | 日はまた昇る         |                                                      |
| 42  | Anxious                                |                      |                                                      |
| 43  | Clash                                  | 衝突                 |                                                      |
| 44  | Regret                                 | 後悔                 |                                                      |
| 45  | Power Struggle                         | 権力闘争             |                                                      |
| 46  | Tower of Justice                       | 正義の塔             |                                                      |
| 47  | Blood Moon                             | 血の月               |                                                      |
| 48  | Shadow of the Moon                     | 月の影               |                                                      |
| 49  | Under Siege                            | 包囲下               |                                                      |